# St. Peter und Paul (Freising)

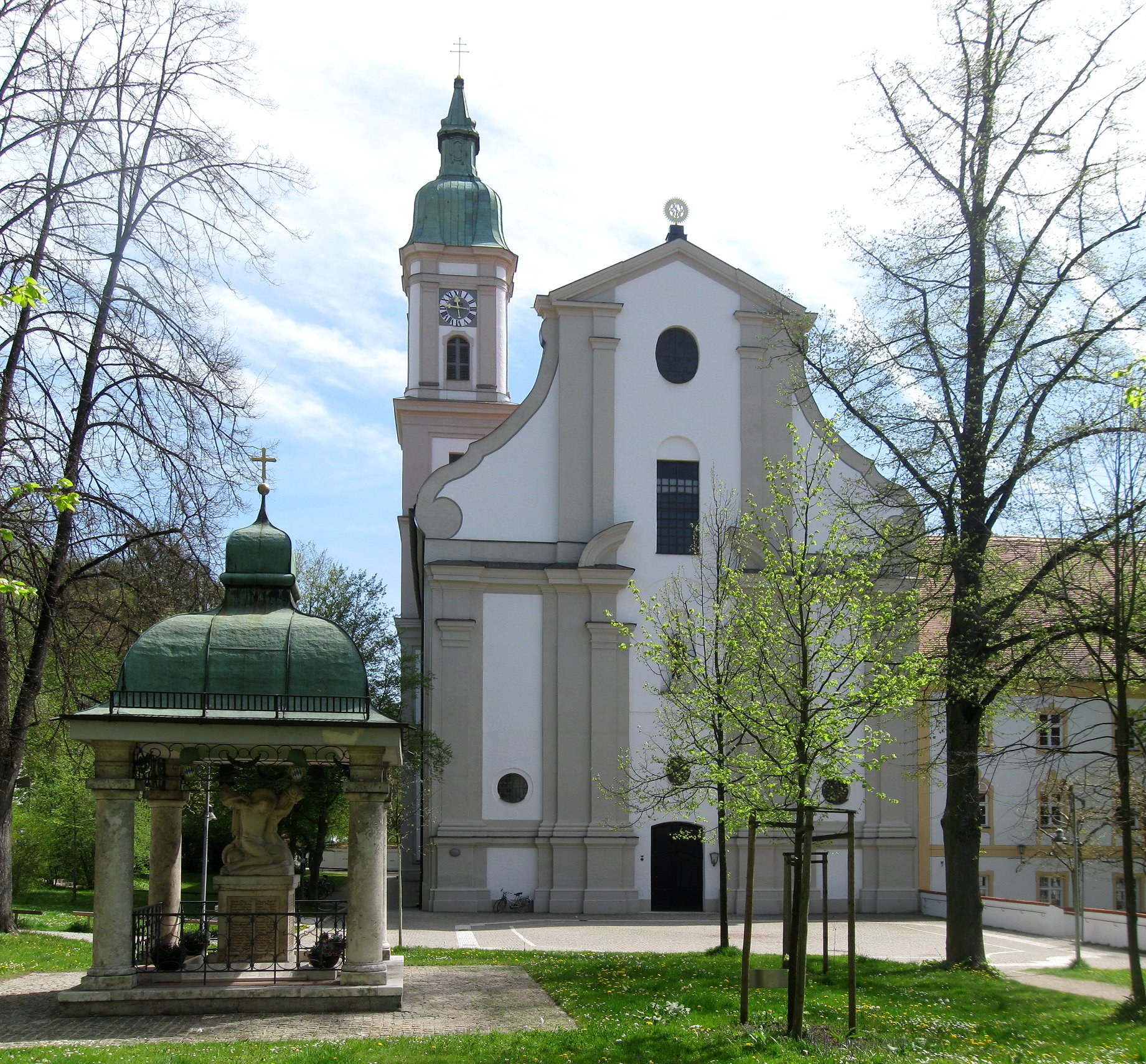
Die Pfarrkirche von Neustift – eine ehemalige Klosterkirche

Die Pfarrkirche St. Peter und Paul im Stadtteil Neustift der Kreisstadt Freising in Bayern ist die ehemalige Klosterkirche des Prämonstratenserklosters Neustift, das 1803 säkularisiert und dessen Kirche zur Pfarrkirche wurde. Sie gilt als eine der schönsten Rokokokirchen Bayerns und stellt ein geschütztes Bauwerk in der Liste der Freisinger Baudenkmäler dar.

## Geschichte des Klosters

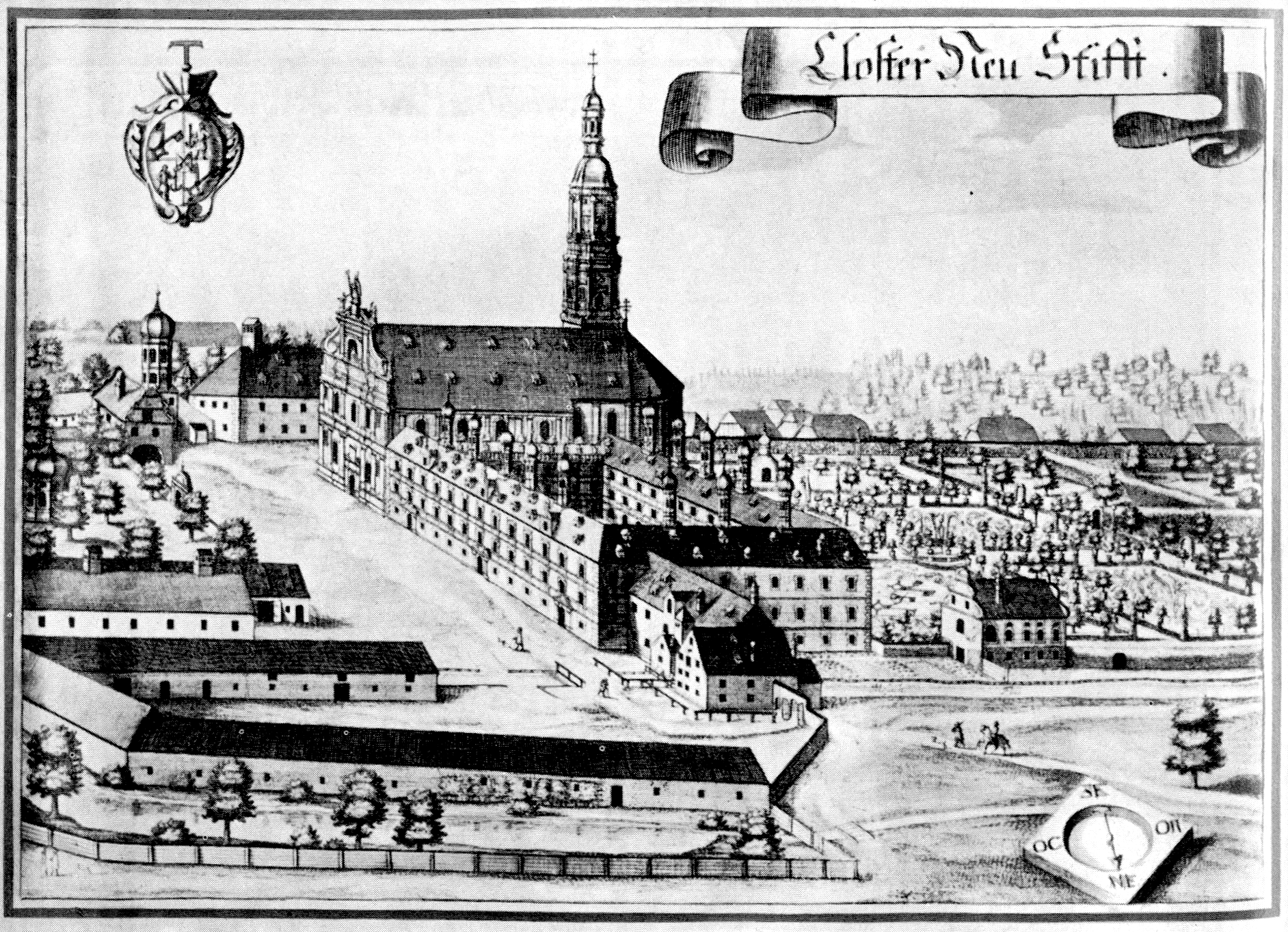
Kloster Neustift Freising

Im Jahr 1142 gründete Bischof Otto der Große ein „Neues Stift“ am Lauf der Moosach, eine halbe Wegstunde von seiner Domstadt Freising entfernt. Hier befanden sich bereits das Grab der als heilig verehrten irischen Wandermönche Declanus und Marinus aus dem 8. Jahrhundert, eine Kapelle des hl. Alexius mit einem Hospital und eine Kapelle des hl. Gotthard.
Der Zisterzienser Otto wählte für sein Neustift aber Prämonstratenser aus dem schwäbischen Ursberg. Denn der sumpfige Ort entsprach nicht dem Rodungsauftrag für Zisterzienser, doch erinnerte er an Prémontré, das Mutterkloster der Chorherren des hl. Norbert. Zudem waren diese auch in der Sorge um Pilger, Arme und Kranke tätig – die Aufgaben also, die Bischof Otto seiner Gründung zugedacht hatte. Deshalb gehörte wohl bis in das 13. Jahrhundert auch ein Frauenkonvent zu Neustift.
Bereits 1143 erfolgten die Weihe der Klosterkirche Peter und Paul und die päpstliche Bestätigung des Stifts. Nur die Propstei selbst war von der bischöflichen Eingriffsgewalt befreit. Ab dem 14. Jahrhundert verlagerten sich die Aufgaben von der sozialen Fürsorge hin zur Seelsorge. Die Chorherren betreuten nun zahlreiche Pfarreien im Umland. Erst 1717 wurde Neustift zur Abtei erhoben.
Schenkungen des lokalen Adels ließen rund um das Kloster eine Grundherrschaft entstehen. Diese Hofmark zählte um 1800 nur 59 Anwesen. Ihre Einwohner gehörten zur Freisinger Stadtpfarrei St. Georg. Neustift besaß selbst keine Pfarrkirche.
Der Prälat von Neustift war bis zur Landeseinung von 1505 ein Untertan des Herzogs von Bayern-Landshut. Die Stadt Freising, in der Neustift seit dem Mittelalter elf Häuser besaß, galt bis zur Säkularisation des Hochstifts (1802) als Ausland. Den Unterhalt des Klosters sicherten mehrere in Eigenregie betriebene Gutshöfe, eine Brauerei, eine Ziegelei, die Abgaben und Dienste der Untertanen und die Einkünfte aus den Pfarreien.

## Kirchenbau
1634 legten die Schweden das alte Kloster in Schutt und Asche. Die bis dahin blühende Wallfahrt zu den Heiligen Declanus und Marinus erlosch völlig. Von ihr gibt heute nur mehr ein spätgotisches Tafelbild im Germanischen Nationalmuseum Zeugnis. Langsam kam es zu einem bescheidenen Wiederaufbau. Zwischen 1700 und 1722 errichtete der Freisinger Hofmaurer Johann Jakob Mafiol unter Oberaufsicht des berühmten Antonio Viscardi eine Kirche im barocken Stil. Sie fiel 1751 wiederum einem verheerenden Brand zum Opfer.
Erst unter dem tatkräftigen Abt Askanius Hainbogen (1705–1775), einem gebürtigen Freisinger, erlebte Neustift eine späte Blüte. 1756 wurde die heute noch bestehende Kirche geweiht. 1775 war der seit 1714 nur als Torso vorhandene Turm vollendet. Die 1784 abgeschlossene Innenausstattung besorgten erstrangige Künstler. Johann Baptist Zimmermann schuf die Fresken zur Geschichte des hl. Norbert. Auch der Stuck von Franz Xaver Feichtmayr zeigt luftig und hell die Spätreife des bayerischen Rokoko. Geprägt wird der Kirchenraum vor allem durch die Skulpturen am Hochaltar und das Chorgestühl von Ignaz Günther von 1765.

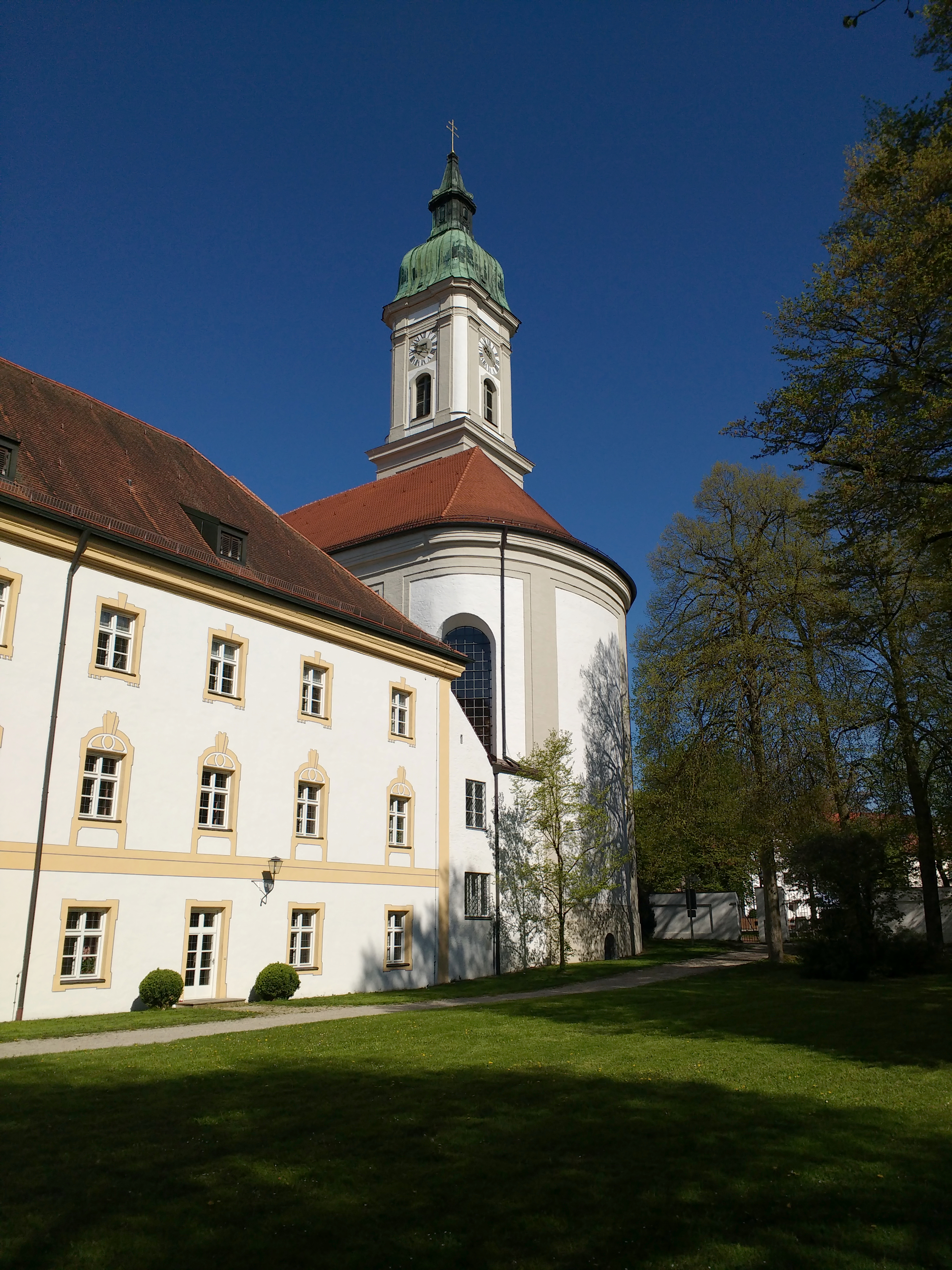
Kirche vom ehemaligen Klostergarten aus
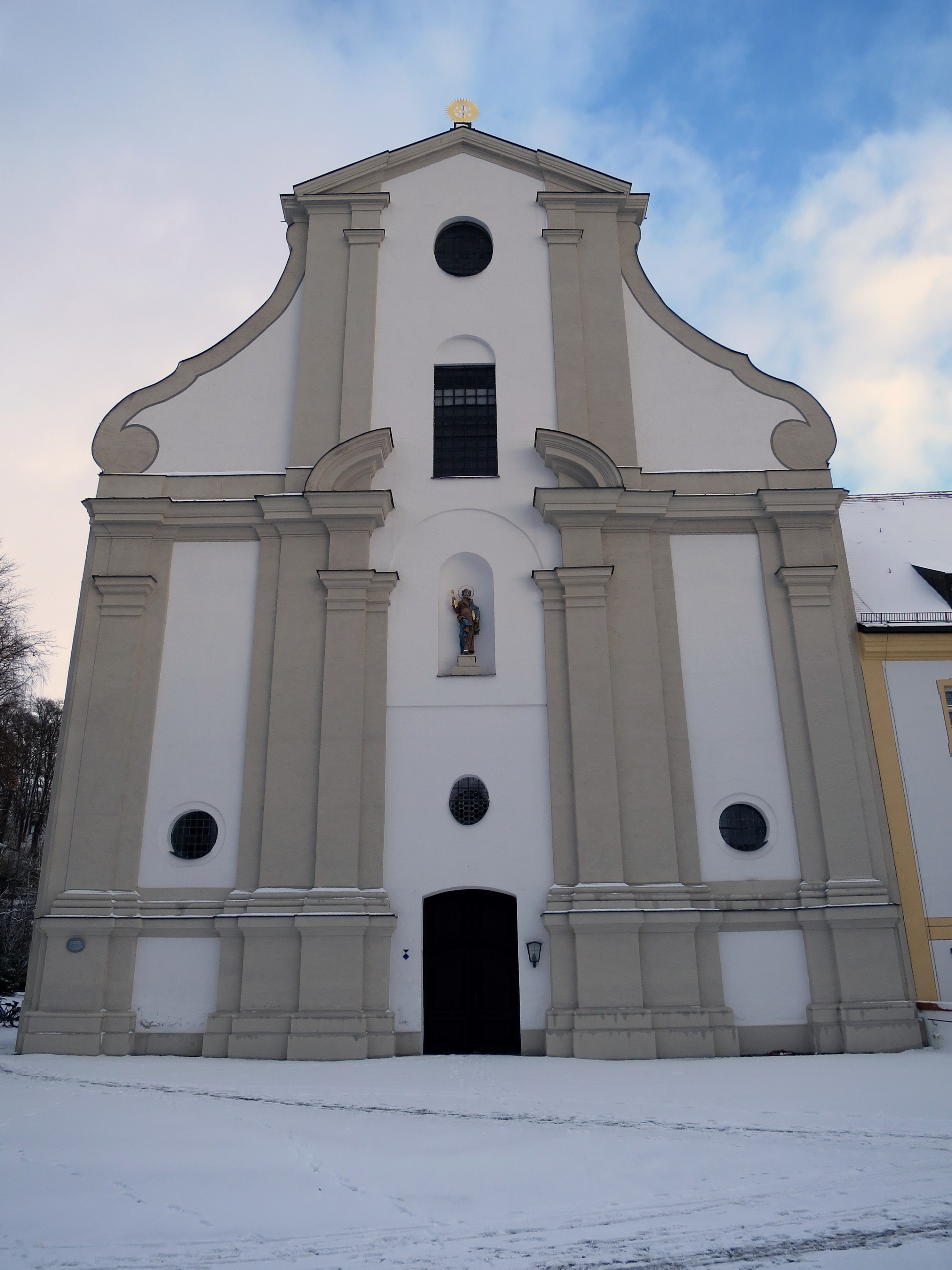
Kirchenfassade im Winter
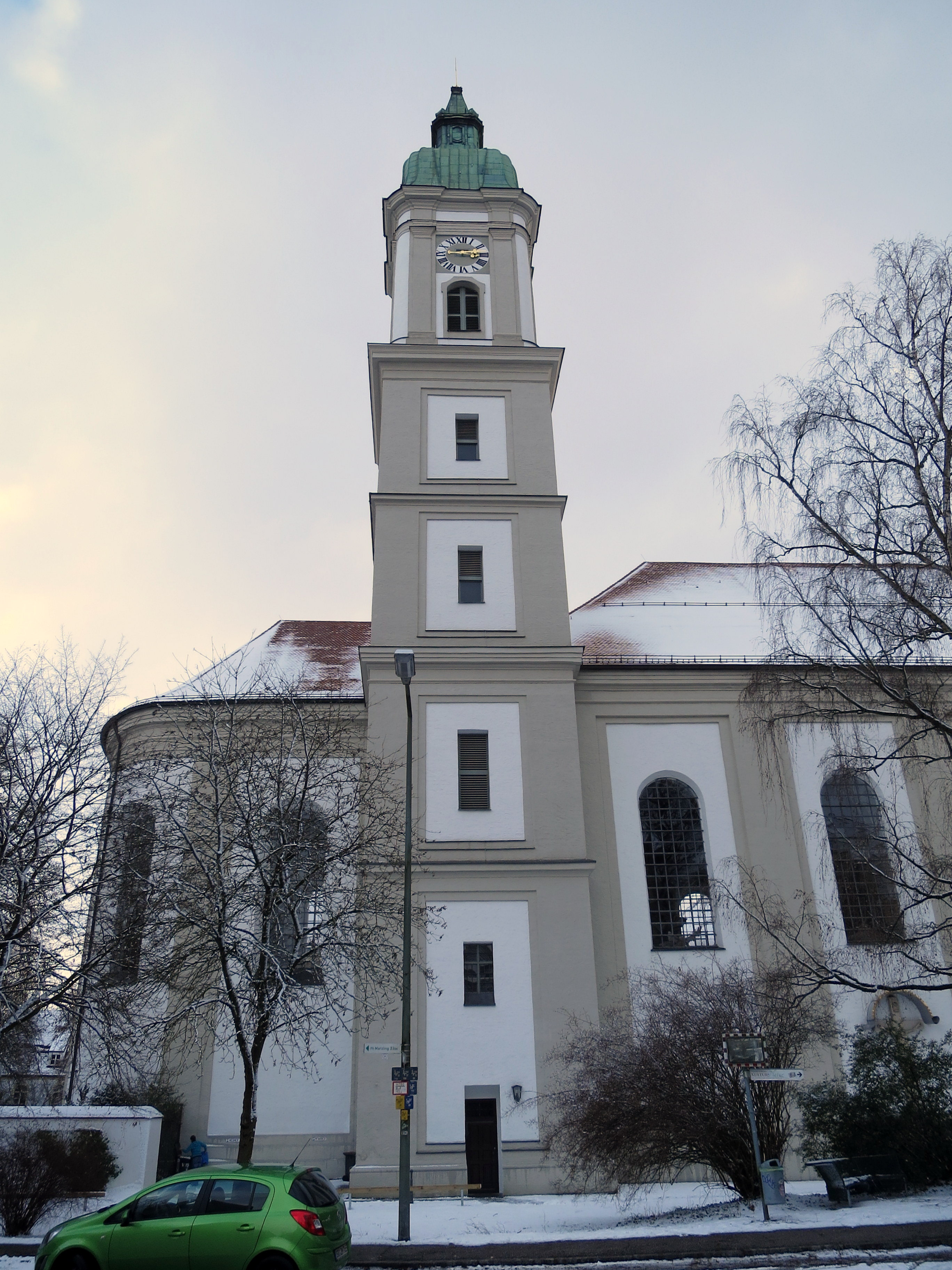
Turm und Langhaus im Winter
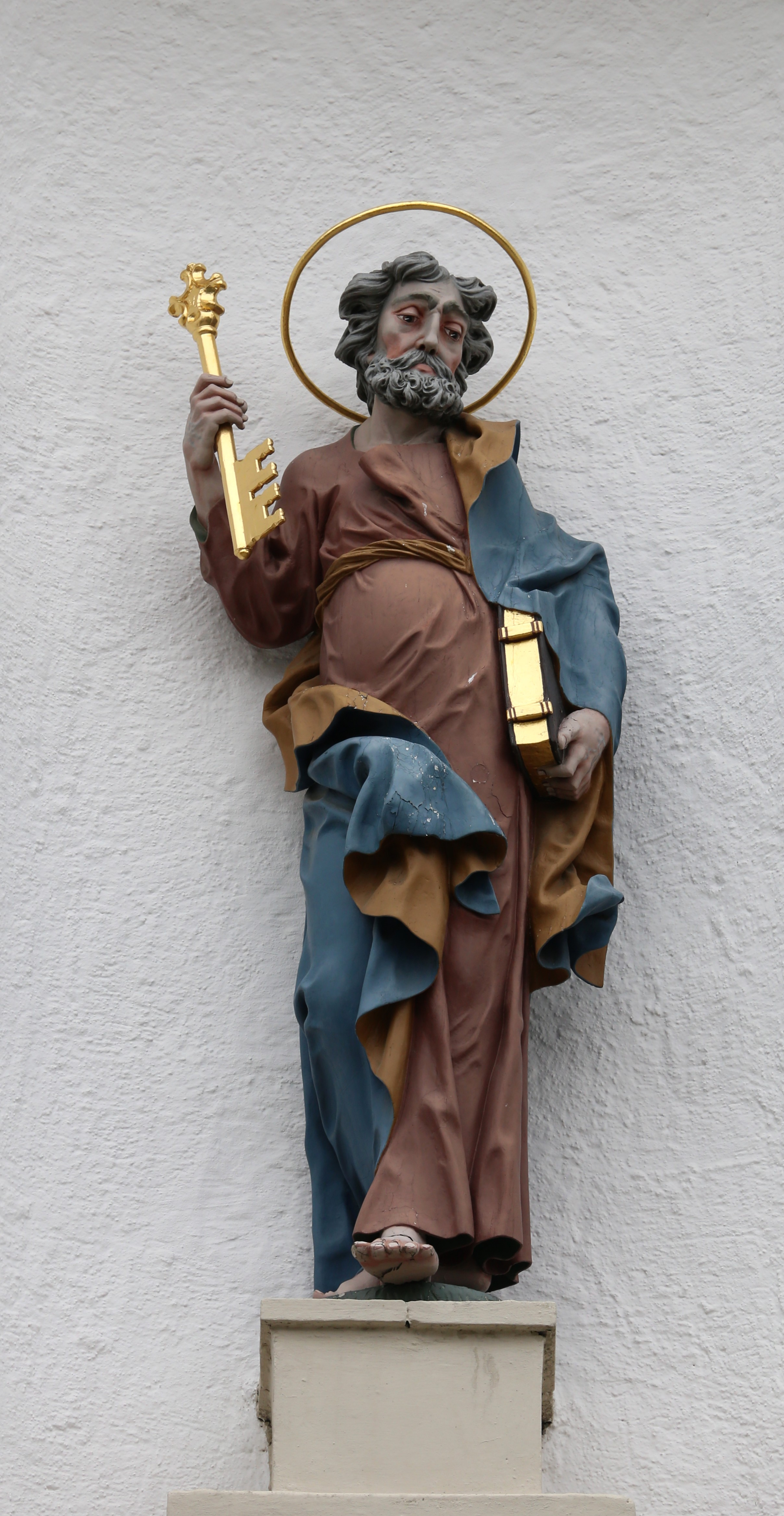
St. Peter in der Kirchenfassade
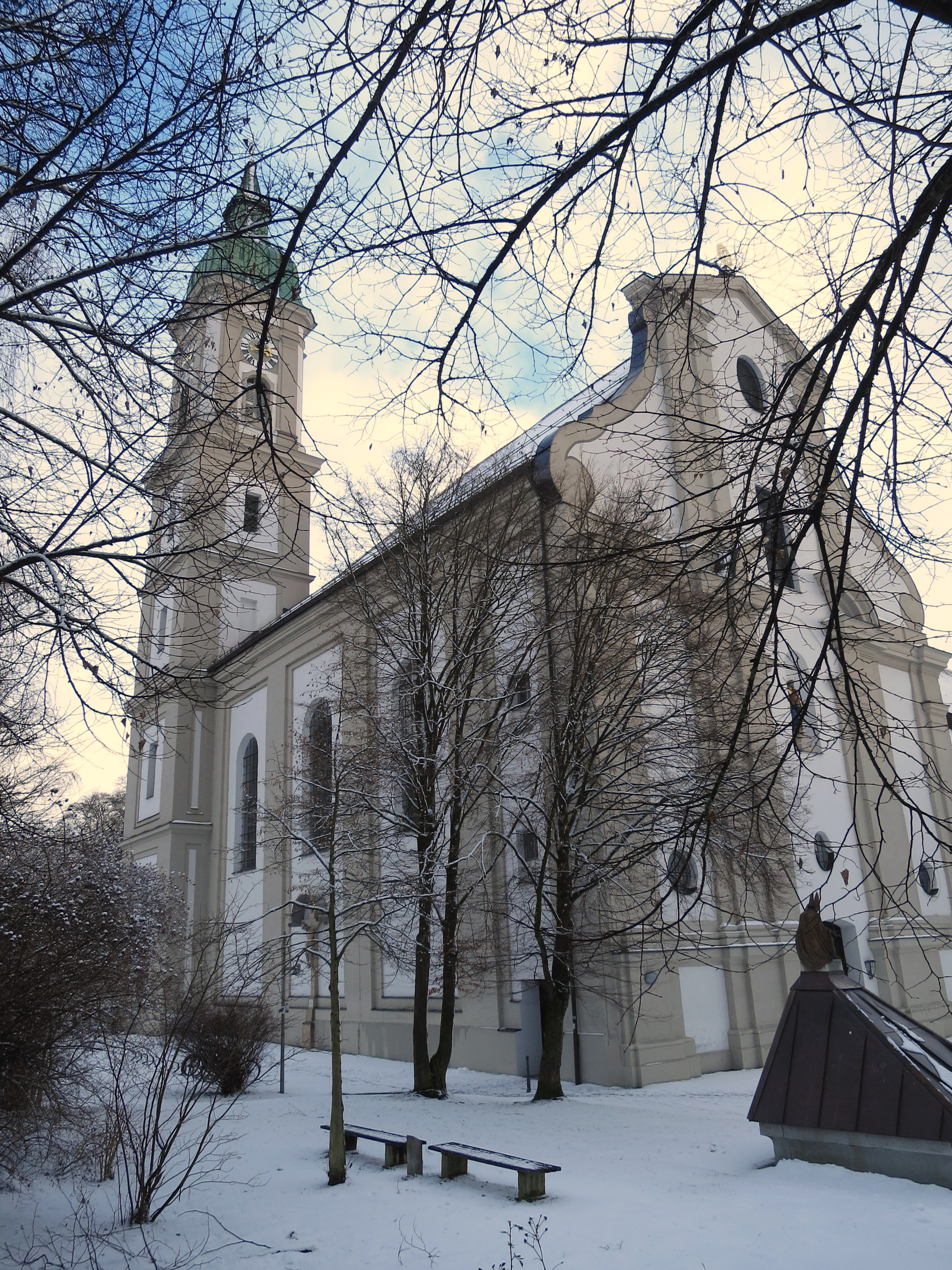
Schrägansicht im Winter

## Ausstattung
Sigmund Benker beschreibt den Gesamteindruck, den man beim Betreten der Kirche bekommt, wie folgt:
Die freudige Helligkeit und der laute Schall bunter Farben wirken beim Eintritt sogleich mit überraschender Kraft. Die Geschlossenheit der Wirkung und die Leichtigkeit des Aufbaus lassen zunächst den Eindruck eines einheitlichen Rokokoraumes entstehen. Die strenge Wandpfeileranlage mit ihrer Bestückung durch kolossale Halbsäulen und die schweren Gesimse lassen aber den zugrunde liegenden Hochbarockbau erkennen. Der Raum erscheint auf den ersten Blick sehr groß, obwohl er tatsächlich nur mittlere Ausmaße hat.

### Altäre
Der Hochaltar besitzt ein meisterhaft gestaltetes Retabel von Ignaz Günther von 1765, einen sechssäuligen Baldachin, der inspiriert von Egid Quirin Asams Retabel in Osterhofen ist. Das Altarblatt ist ein Ersatz für das verschollene von Marchesini (1722); es stammt von Franz Xaver Dietrich (1913–15) und zeigt die Himmelfahrt Mariens. Als Seitenfiguren stehen zwischen den Säulen Petrus und Paulus sowie auf eigenen Sockeln daneben Augustinus und Norbert. Zwischen den Säulen schaukeln Putten auf Blumengirlanden, auch der Tabernakel ist reich geschmückt.

#### Seitenaltäre
Die Seitenaltäre sind paarweise angelegt und stehen an den Außenwänden der Kapellen:
- Kreuzaltar (links vorne), gestaltet von Ignaz Günther

Altarblatt von Johann Georg Winter (1764) mit Maria und Johannes unter dem Kreuz
Statuen: Hl. Helena und Dismas von Ignaz Günther
- Immaculata-Altar (links Mitte)

Altarblatt von Michael Daenzel (1784) mit Maria auf der Weltkugel (Immaculata)
Statuen: Base Elisabeth und Johannes d. Täufer von Joseph Angerer
- Schutzengel-Altar (links hinten)

Altarblatt von Ignaz Kauffmann (1778)
Statuen: Michael und Raphael von Christian Jorhan d. Ä.
- Geburt-Christi-Altar oder Josephsaltar (rechts vorne), gestaltet von Ignaz Günther

Altarblatt von Balthasar Augustin Albrecht (1740), Geburt Christi
Statuen: David und Zacharias von Ignaz Günther
- Norbert-Altar (Verteidiger der Eucharistie) (rechts Mitte)

Altarblatt von Sebastian Engelhardt (oder Cosmas Damian Asam), Vision des hl. Norbert
Statuen: Augustinus und Hermann Joseph von Steinfeld von Joseph Angerer
- Verkündigung-Mariä-Altar (rechts hinten)

Altarblatt von Ignaz Kauffmann (1778)
Statuen: Johannes Nepomuk und Karl Borromäus von Christian Jorhan d. Ä.

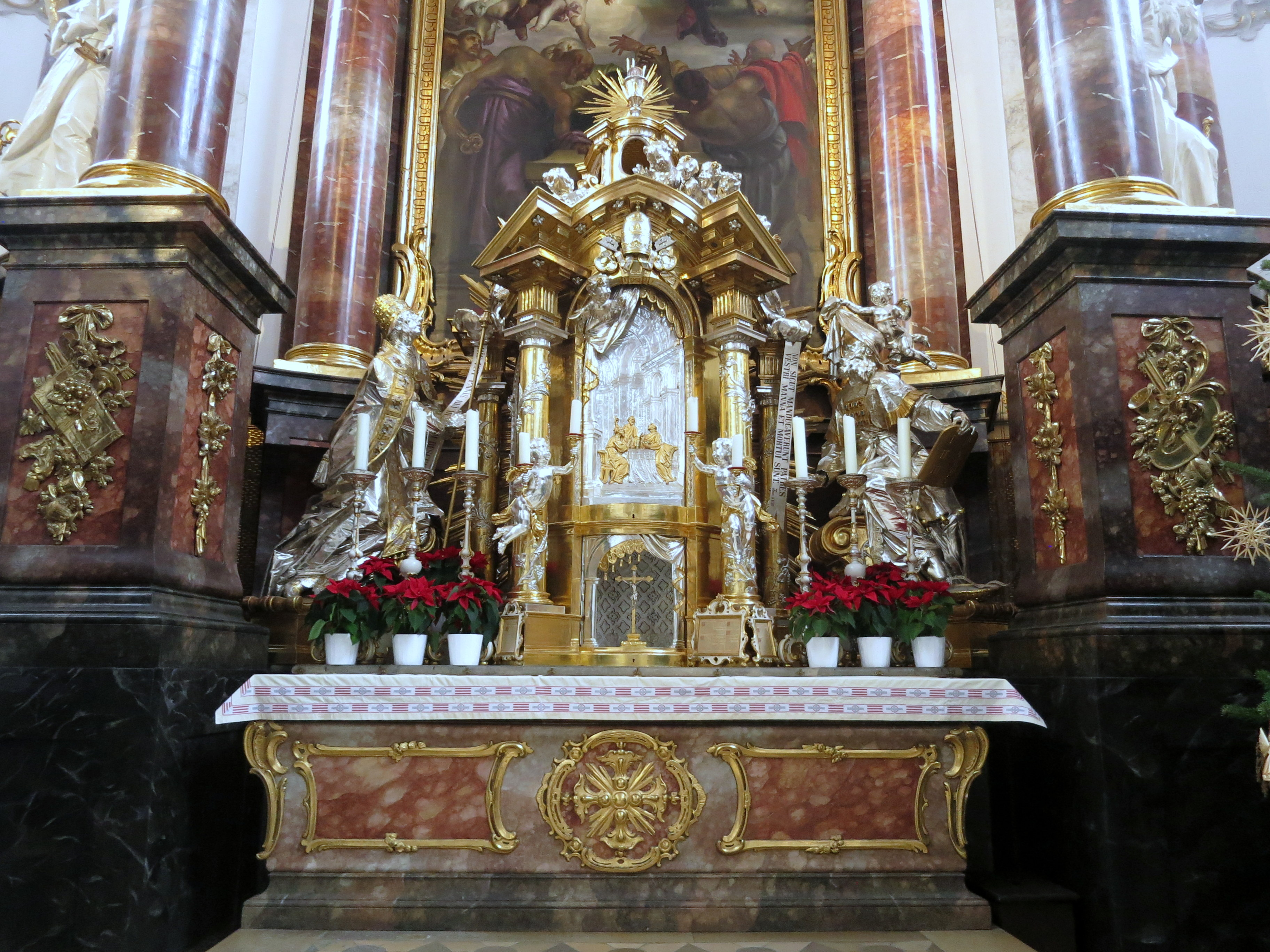
Tabernakel am Hochaltar
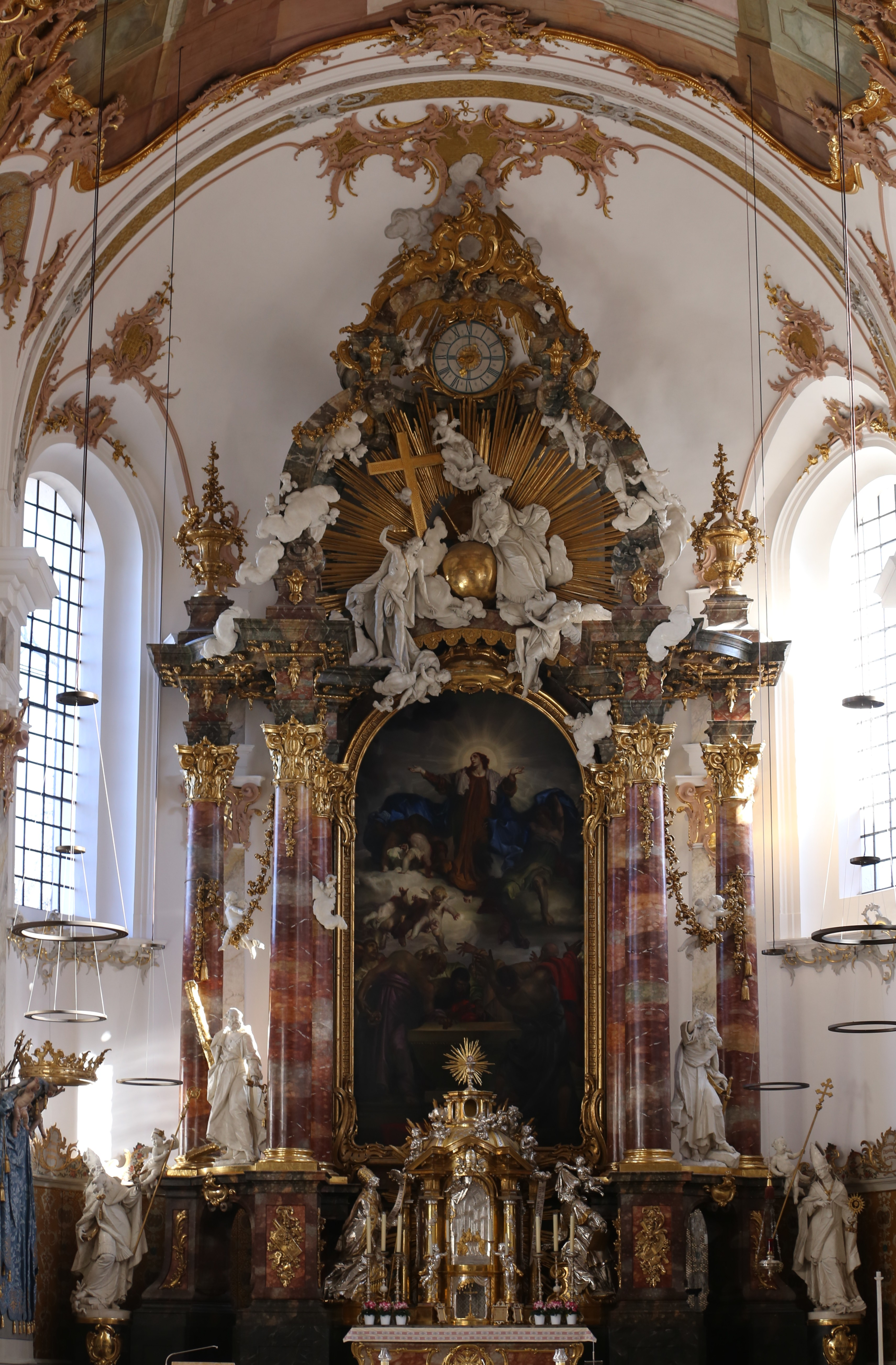
Hochaltar
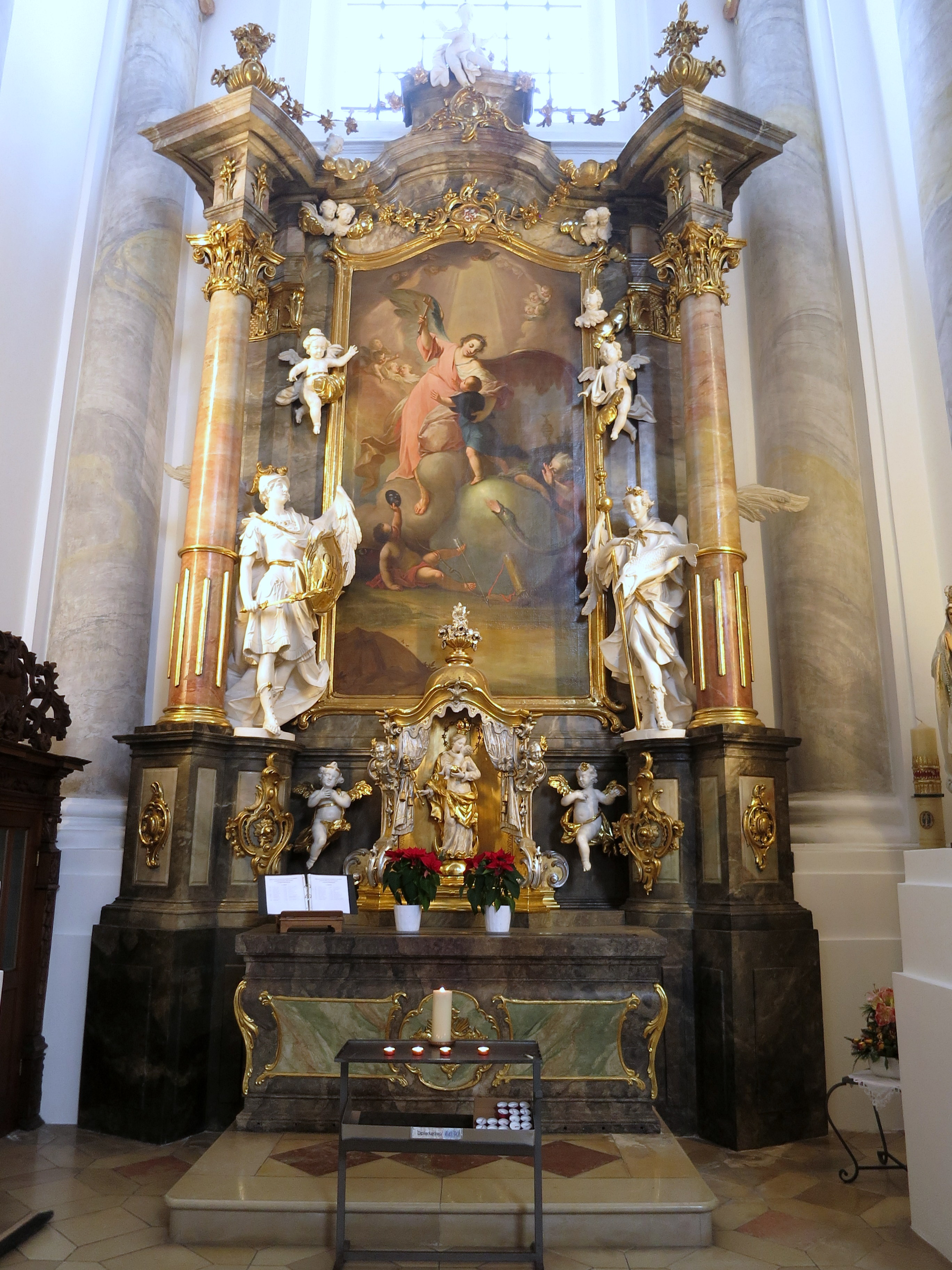
Schutzengel-Altar
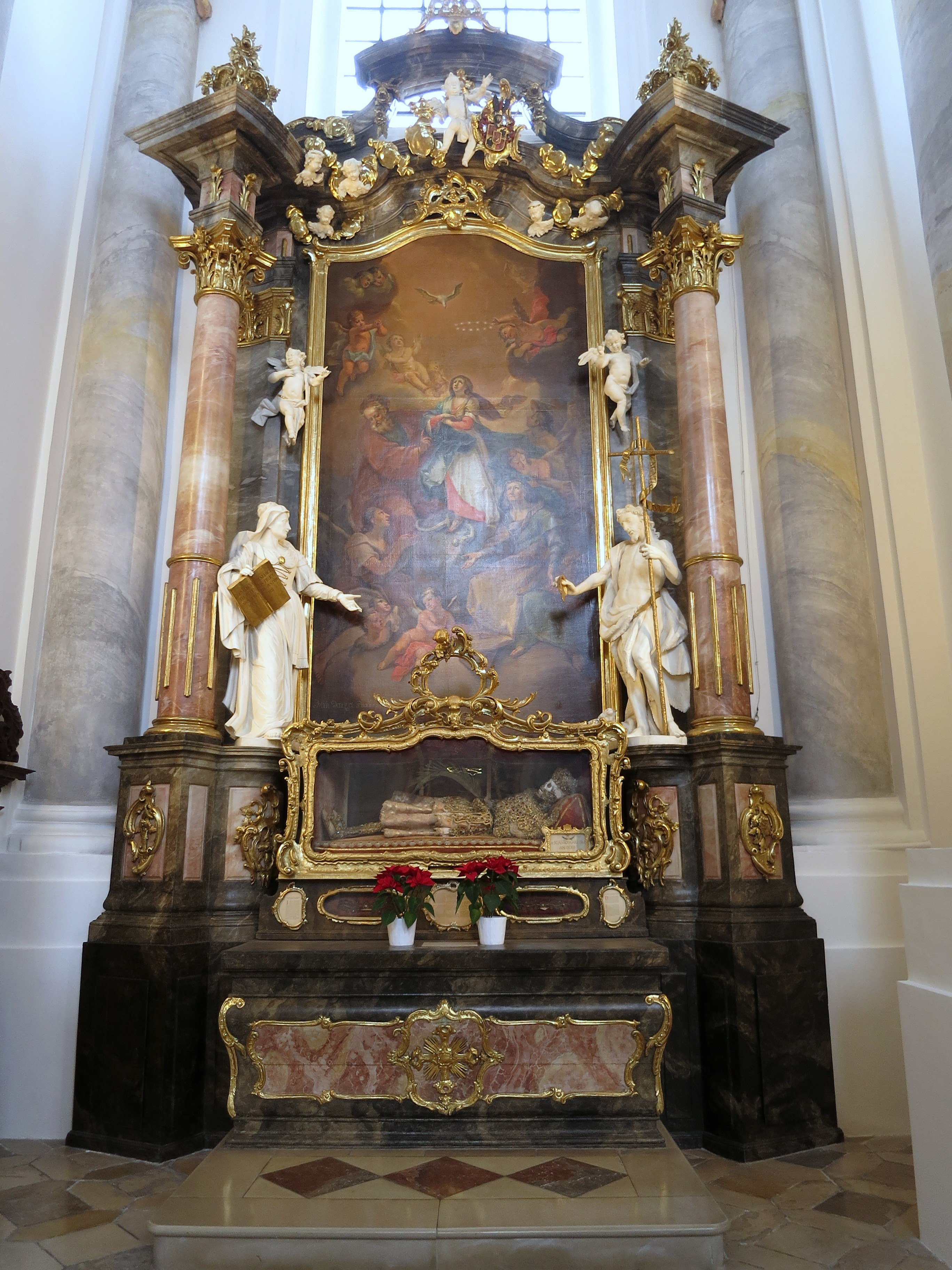
Immaculata-Altar
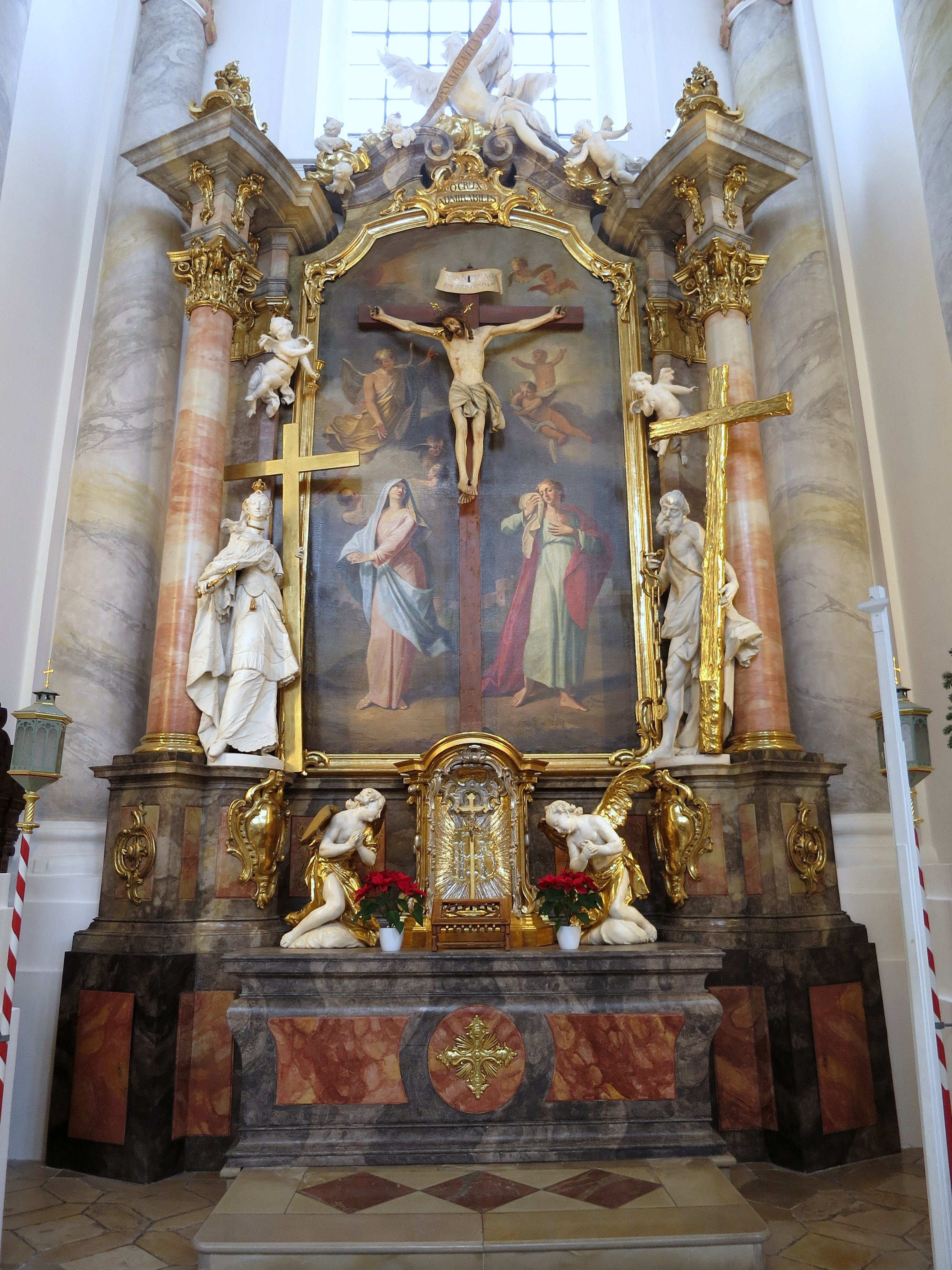
Kreuzaltar
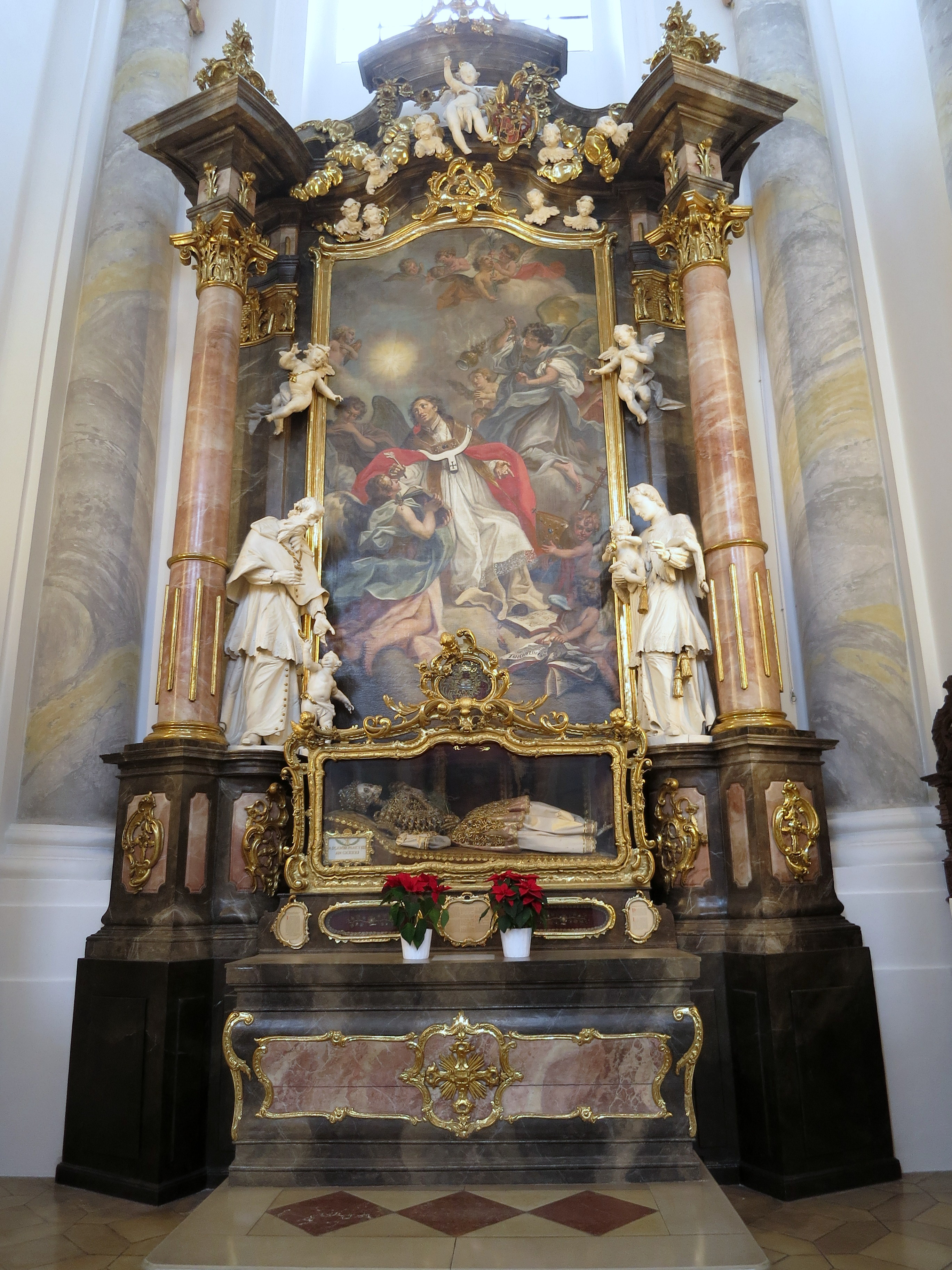
Norbert-Altar
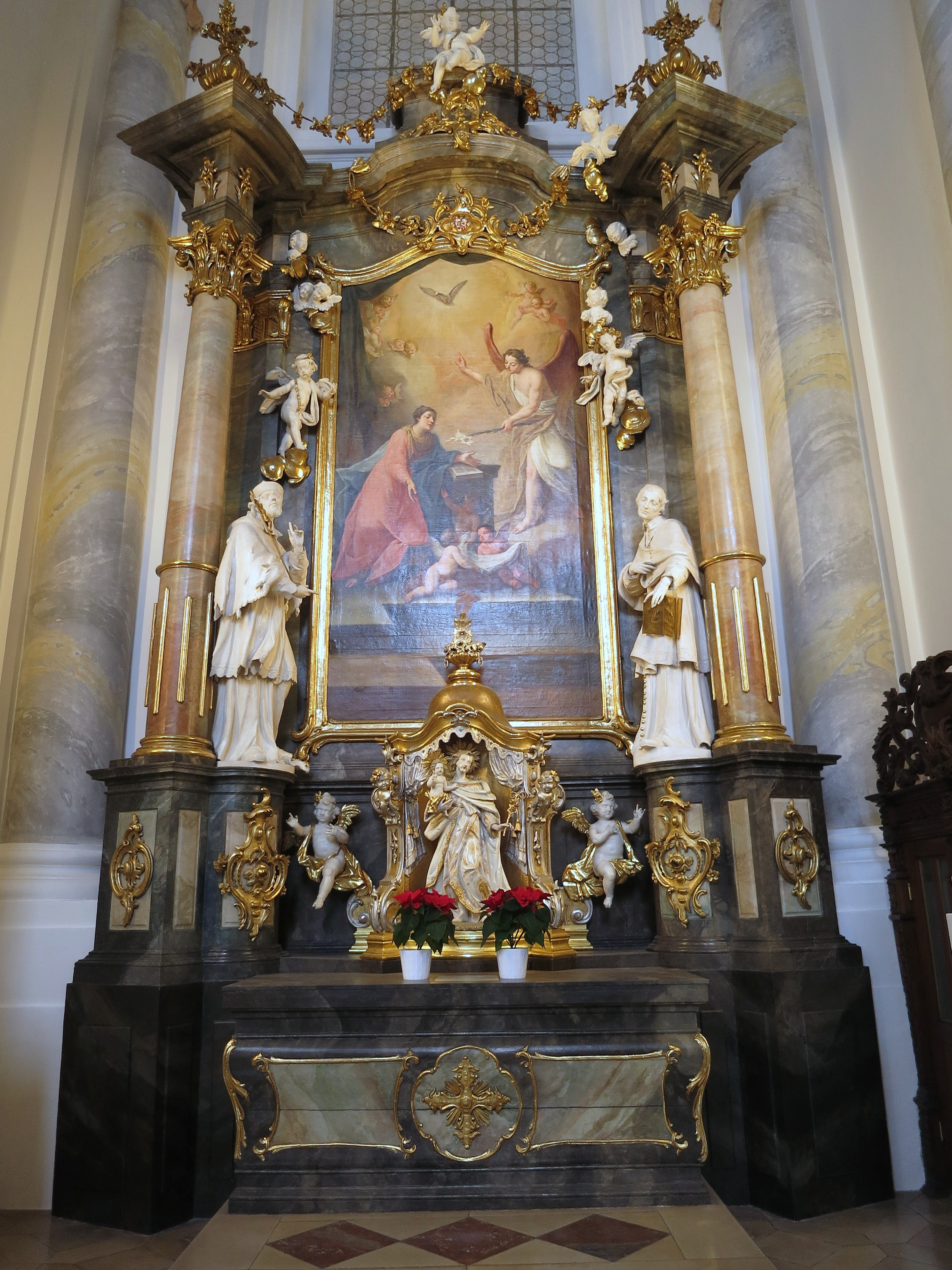
Verkündigung-Mariä-Altar
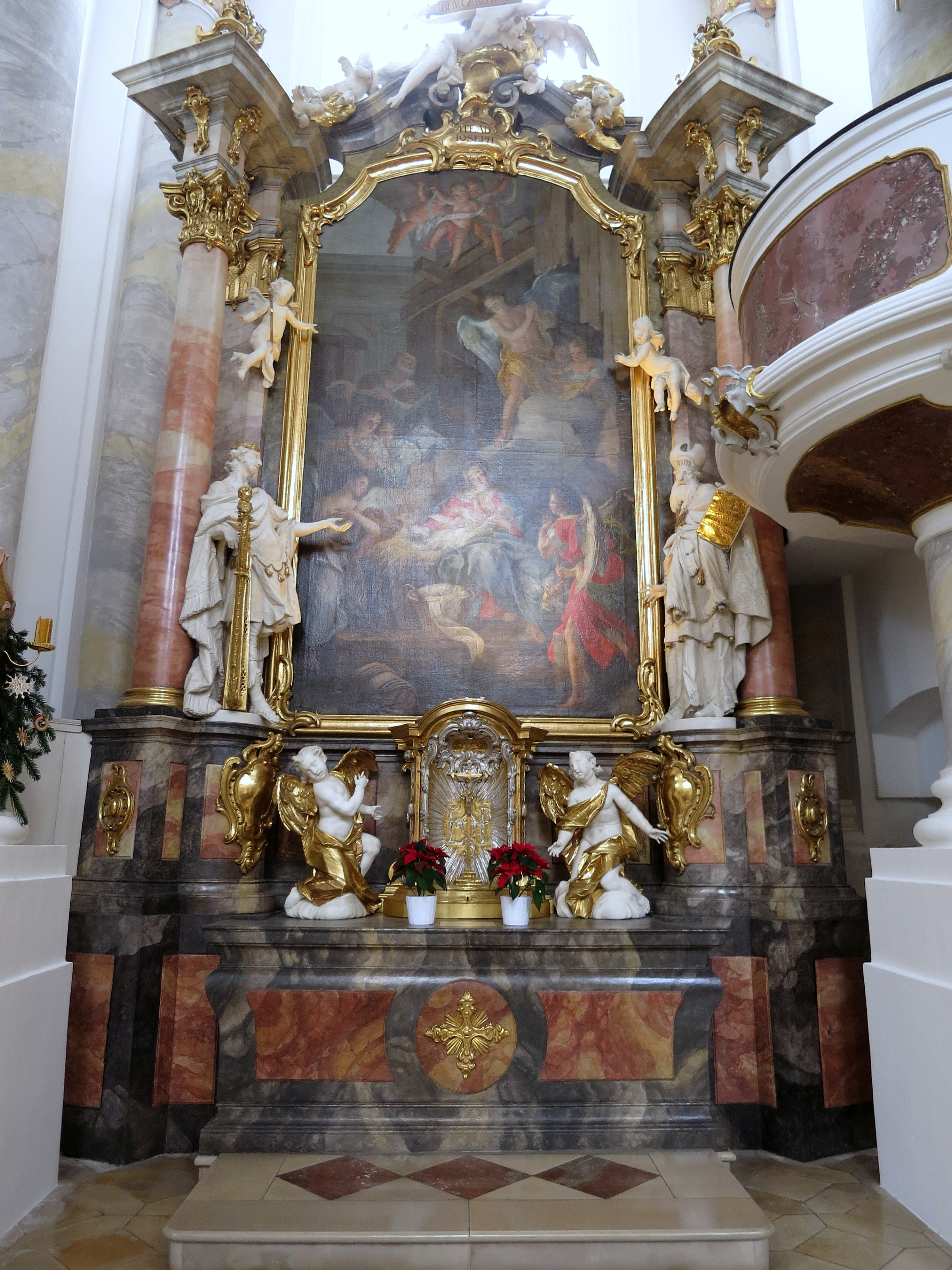
Geburt-Christi-Altar

### Deckengemälde
Diese Spätwerke Johann Baptist Zimmermanns (unter Beteiligung seines Sohnes Franz Michael) von 1756 zeigen:
- Im Chor: Die Übergabe des Ordenskleides an den hl. Norbert durch die Gottesmutter
- Im Langhaus (jochübergreifend): Die Gründung von Prémontré an einem Ort, der durch eine Kreuzesvision bestimmt wird

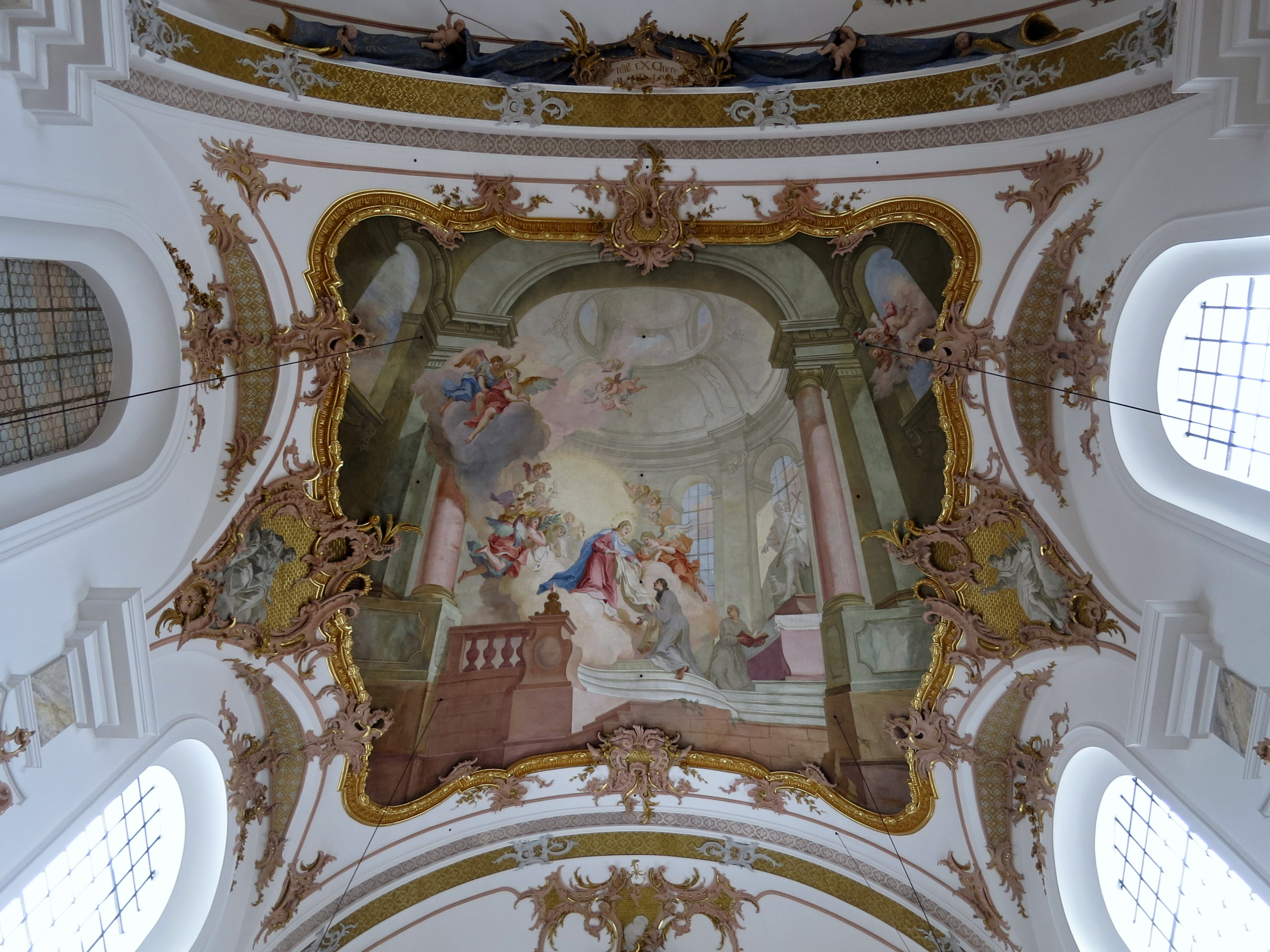
Deckenfresko mit der Übergabe des Ordenskleides an Norbert
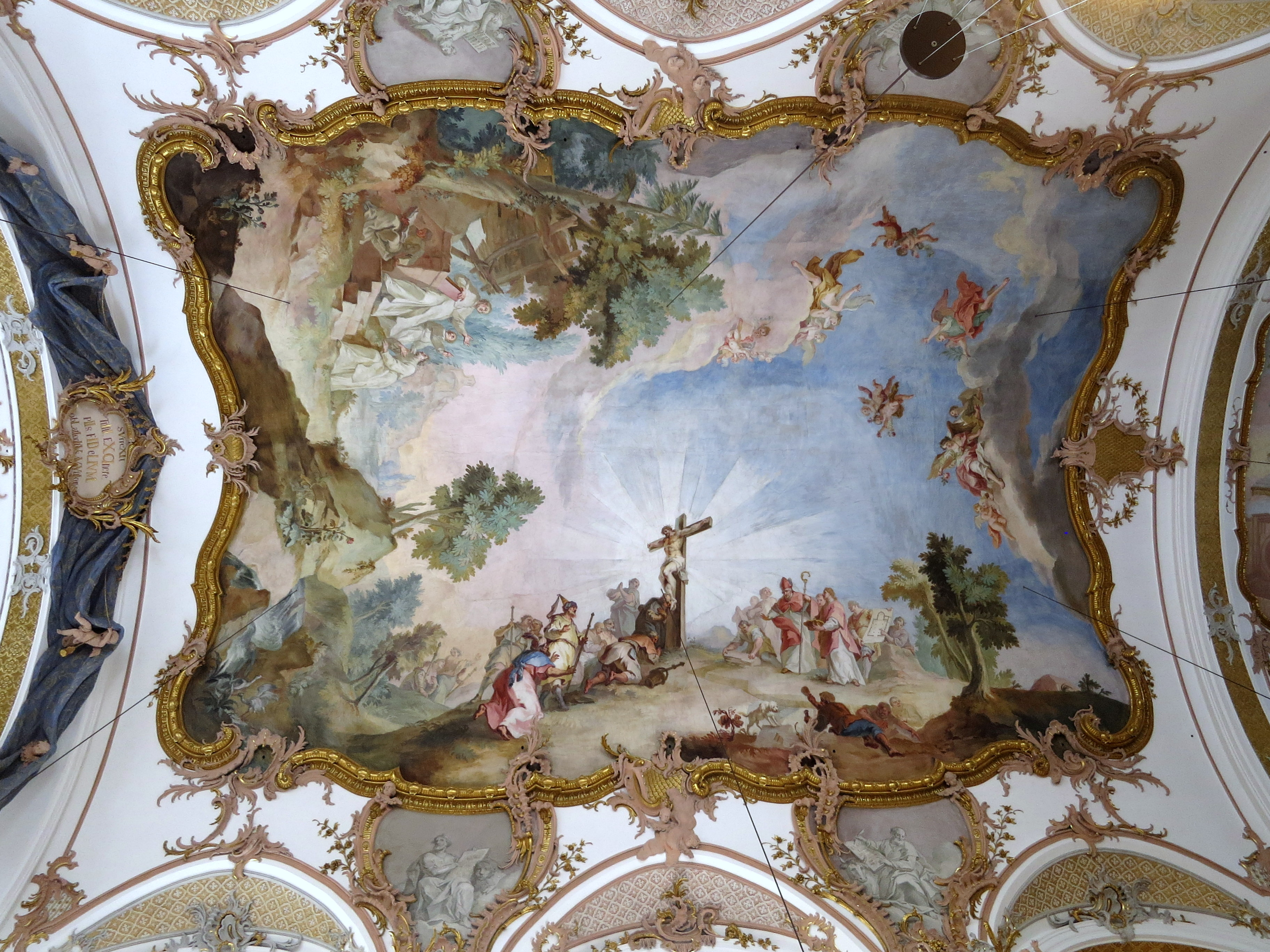
Großes Deckenfresko – Platzwahl für das Kloster Prémontré

### Orgel
Der erhaltene Orgelprospekt mit Skulpturen wurde vermutlich für eine Orgel von Quirin Weber um 1720 geschaffen. Diese Orgel wurde durch ein zweimanualiges Instrument mit 26 Registern aus dem Jahr 1908 von Franz Borgias Maerz abgelöst. Die derzeitige Orgel stammt aus dem Jahr 1992 und wurde von der Firma Klais errichtet. Die rein mechanische Schleifladenorgel verfügt über 33 Register auf zwei Manualen und Pedal.
Die Disposition lautet:
| I Echo C–f3 |            |        |
| 1.          | Salizet    | 8′     |
| 2.          | Copel      | 8′     |
| 3.          | Unda maris | 8′     |
| 4.          | Fugari     | 4′     |
| 5.          | Rohrflöten | 4′     |
| 6.          | Nasard     | 3′     |
| 7.          | Flageolet  | 2′     |
| 8.          | Terz       | 1 3⁄5′ |
| 9.          | Quint      | 1 ⁄2′  |
| 10.         | Zimbel III | 1′     |
| 11.         | Fagot      | 16′    |
| 12.         | Cromhorn   | 8′     |
|             | Tremulant  |        |

| II Hauptwerk C–f3 |                |     |
| 13.               | Flautona       | 16′ |
| 14.               | Principal      | 8′  |
| 15.               | Bordun         | 8′  |
| 16.               | Viola da Gamba | 8′  |
| 17.               | Copel          | 8′  |
| 18.               | Octav          | 4′  |
| 19.               | Flöten         | 4′  |
| 20.               | Quint          | 3′  |
| 21.               | Superoktav     | 2′  |
| 22.               | Cornet IV      | 4′  |
| 23.               | Mixtur V       | 2′  |
| 24.               | Trompet        | 8′  |

| Pedal C–f1 |               |       |
| 25.        | Principal     | 16′   |
| 26.        | Subbaß        | 16′   |
| 27.        | Oktavbaß      | 8′    |
| 28.        | Violoncell    | 8′    |
| 29.        | Quintbaß      | 6′    |
| 30.        | Superoctavbaß | 4′    |
| 31.        | Mixturbaß     | 2 ⁄3′ |
| 32.        | Bombard       | 16′   |
| 33.        | Posaunenbaß   | 8′    |

- Koppeln: II/I, I/P, II/P

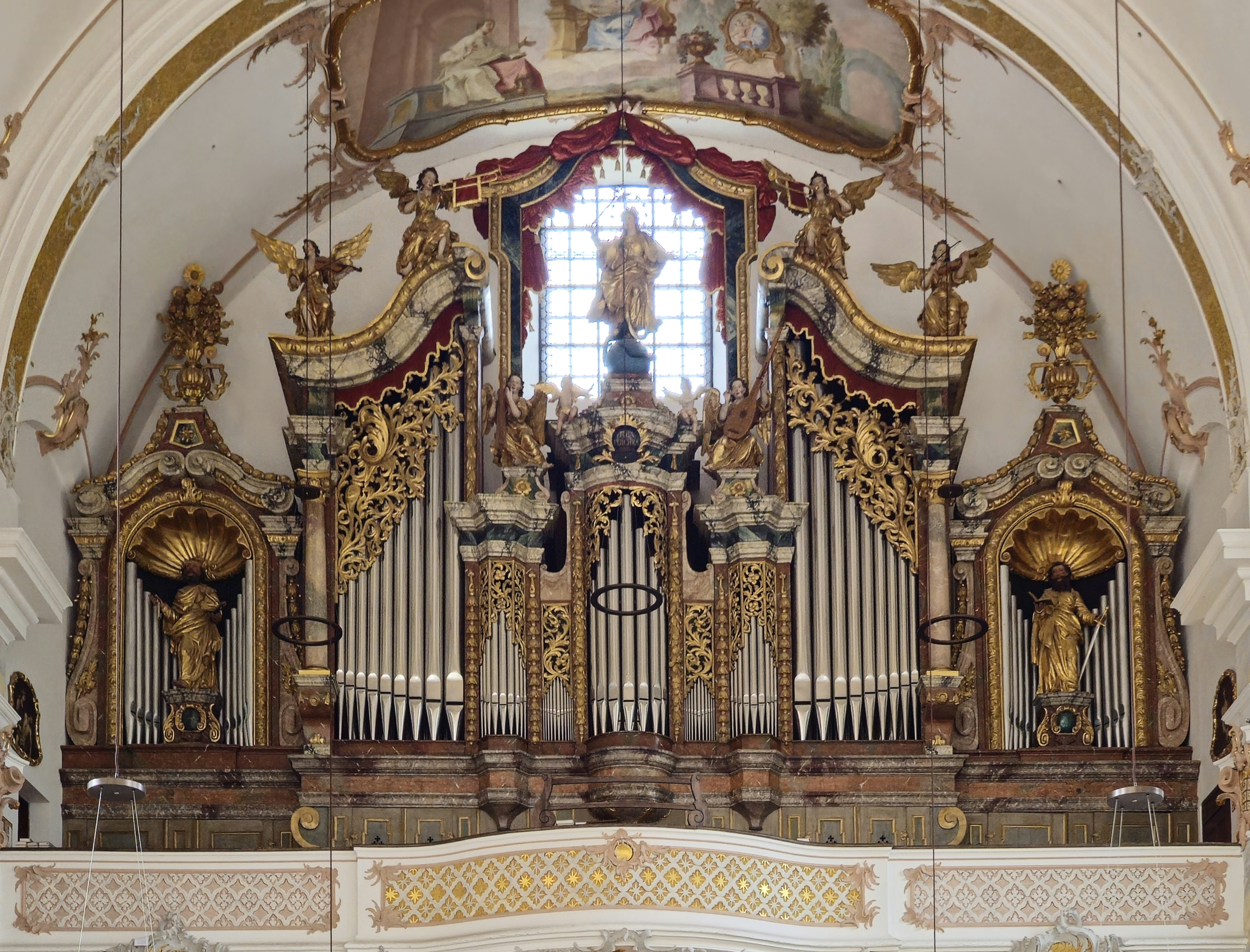
Orgel

- Spielhilfen: Principalplenum an/ab, Zungenplenum an/ab

### Sonstige Ausstattung
- Abtthron und Zelebrantensitz im Chor,
- Chorgestühl von Ignaz Günther,
- Kanzel aus Stuckmarmor,
- Taufstein (um 1720) mit kleiner Skulpturengruppe,
- Gestühl im Langhaus (1756).[6]

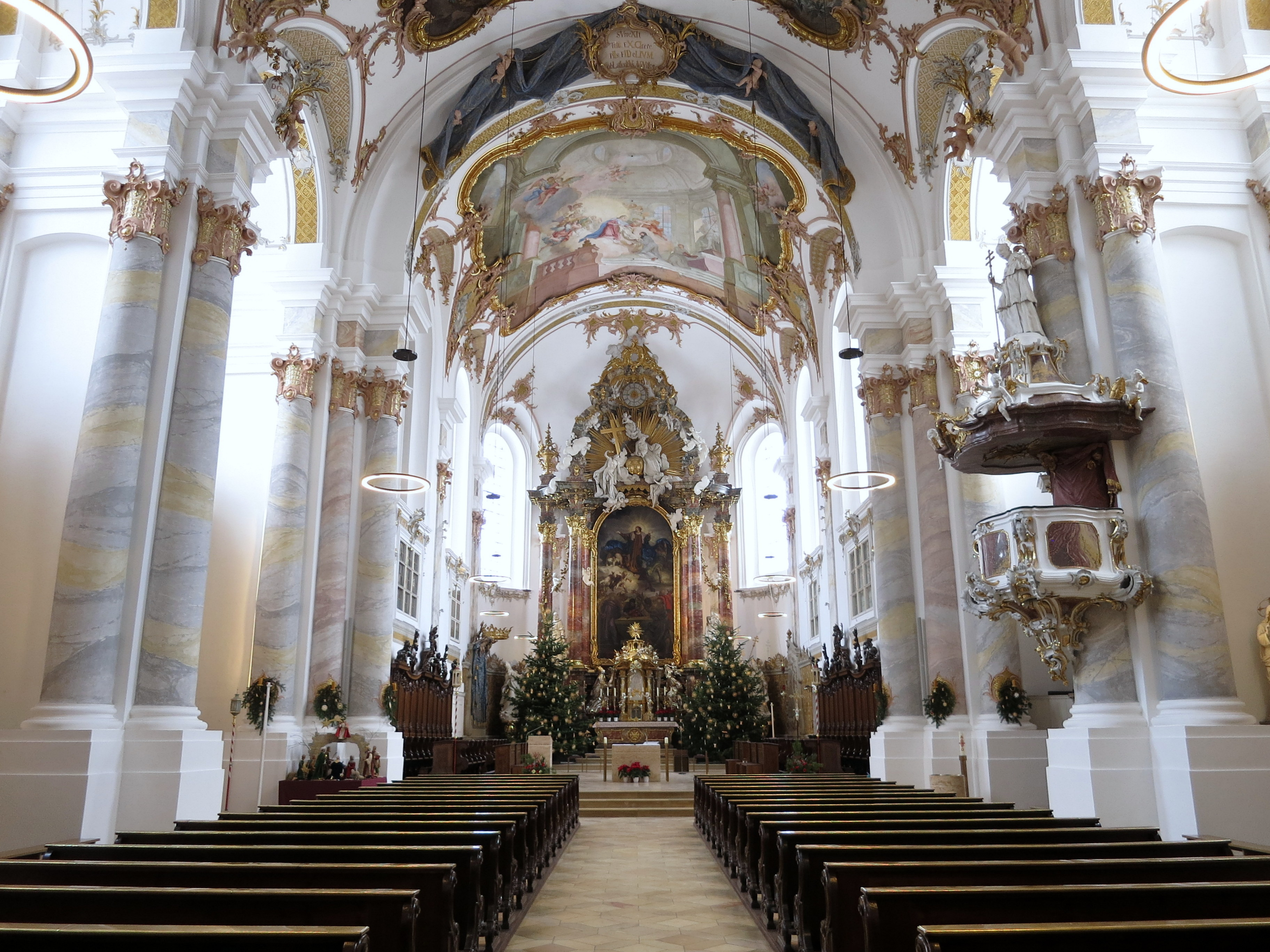
Die Kirche im Weihnachtsschmuck 2016
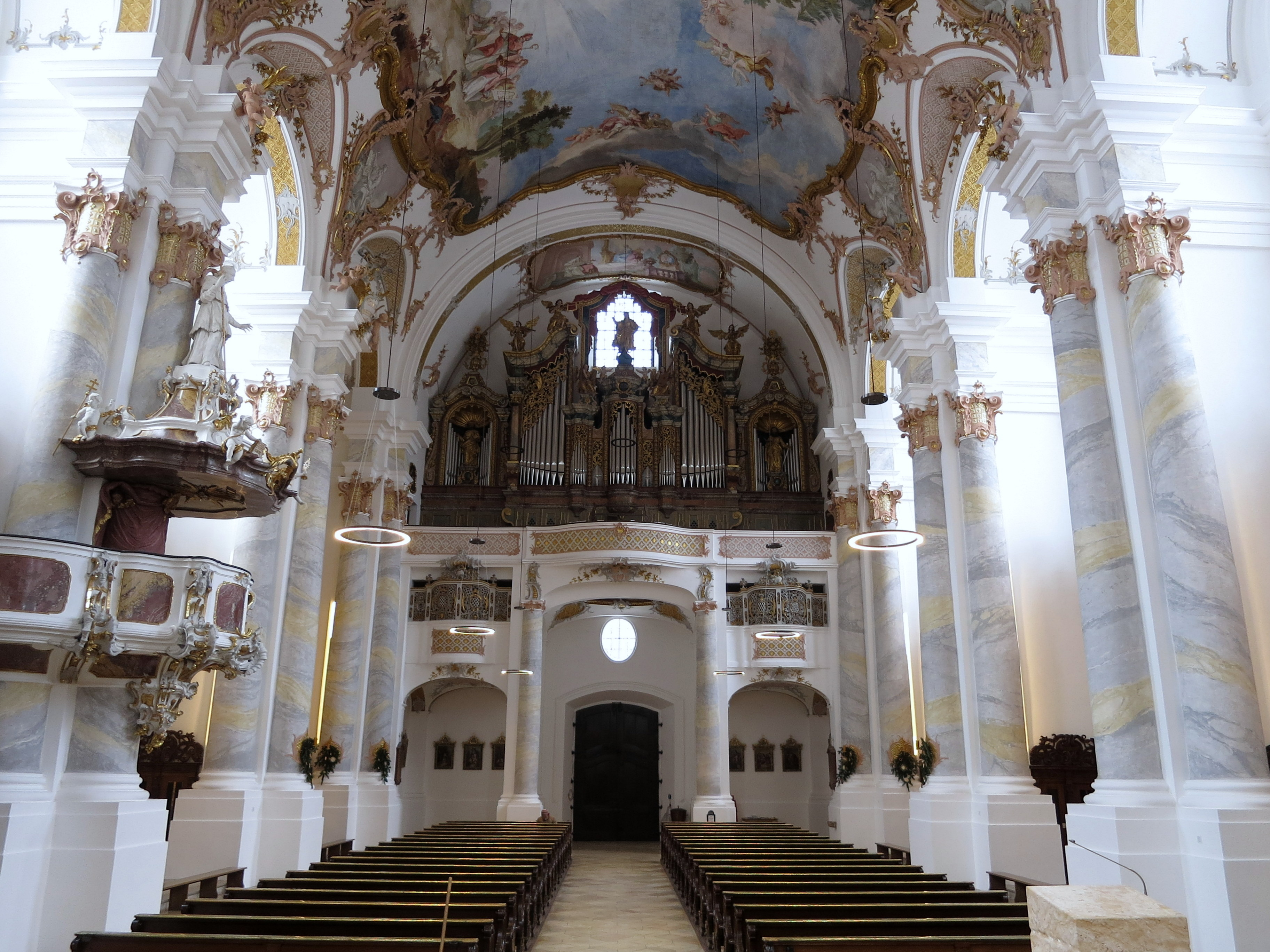
Blick zur Orgel – mit neuen Leuchten nach der Renovierung
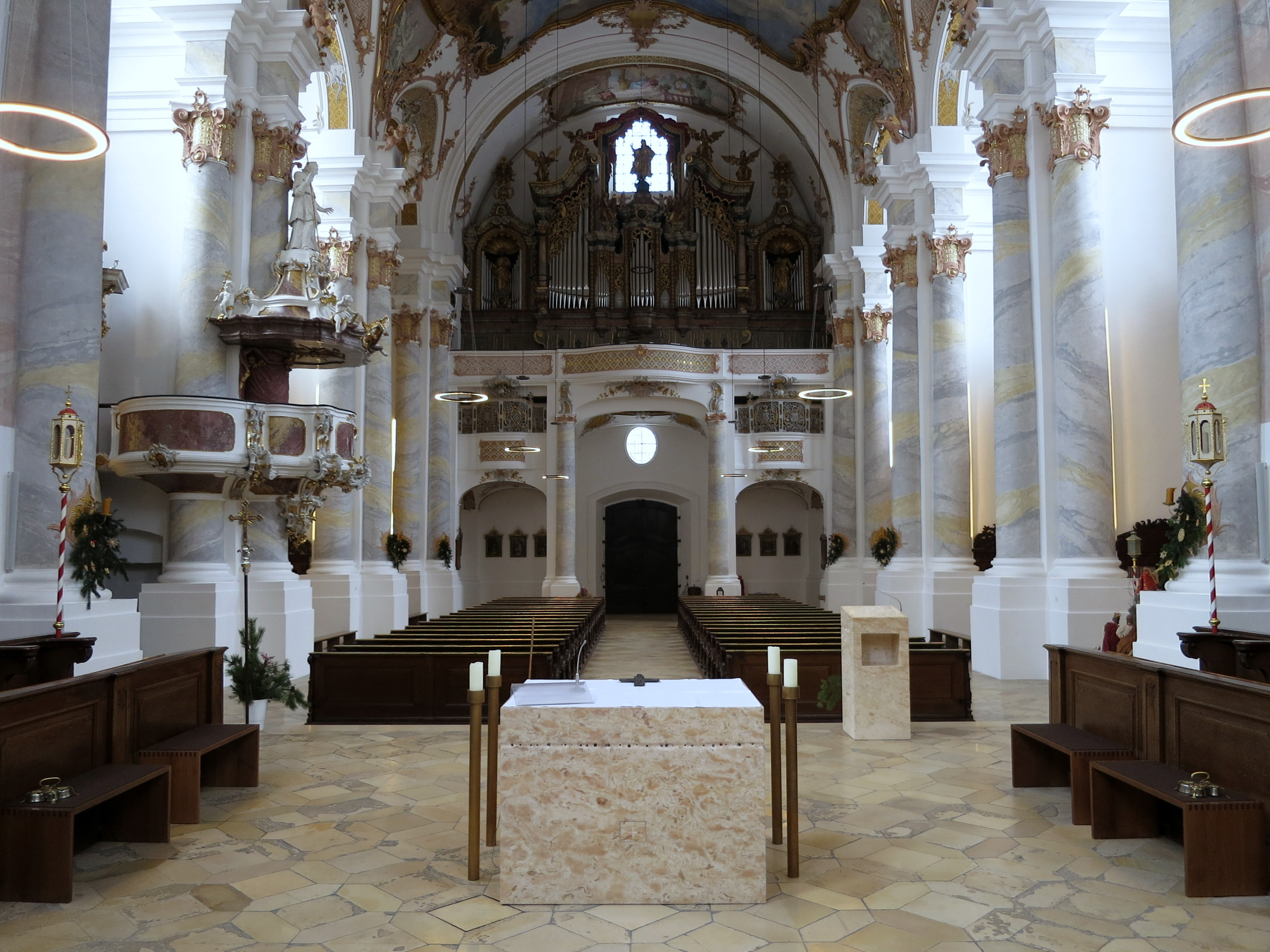
Blick zur Orgel – mit neuem Zelebrationsaltar und neuem Ambo
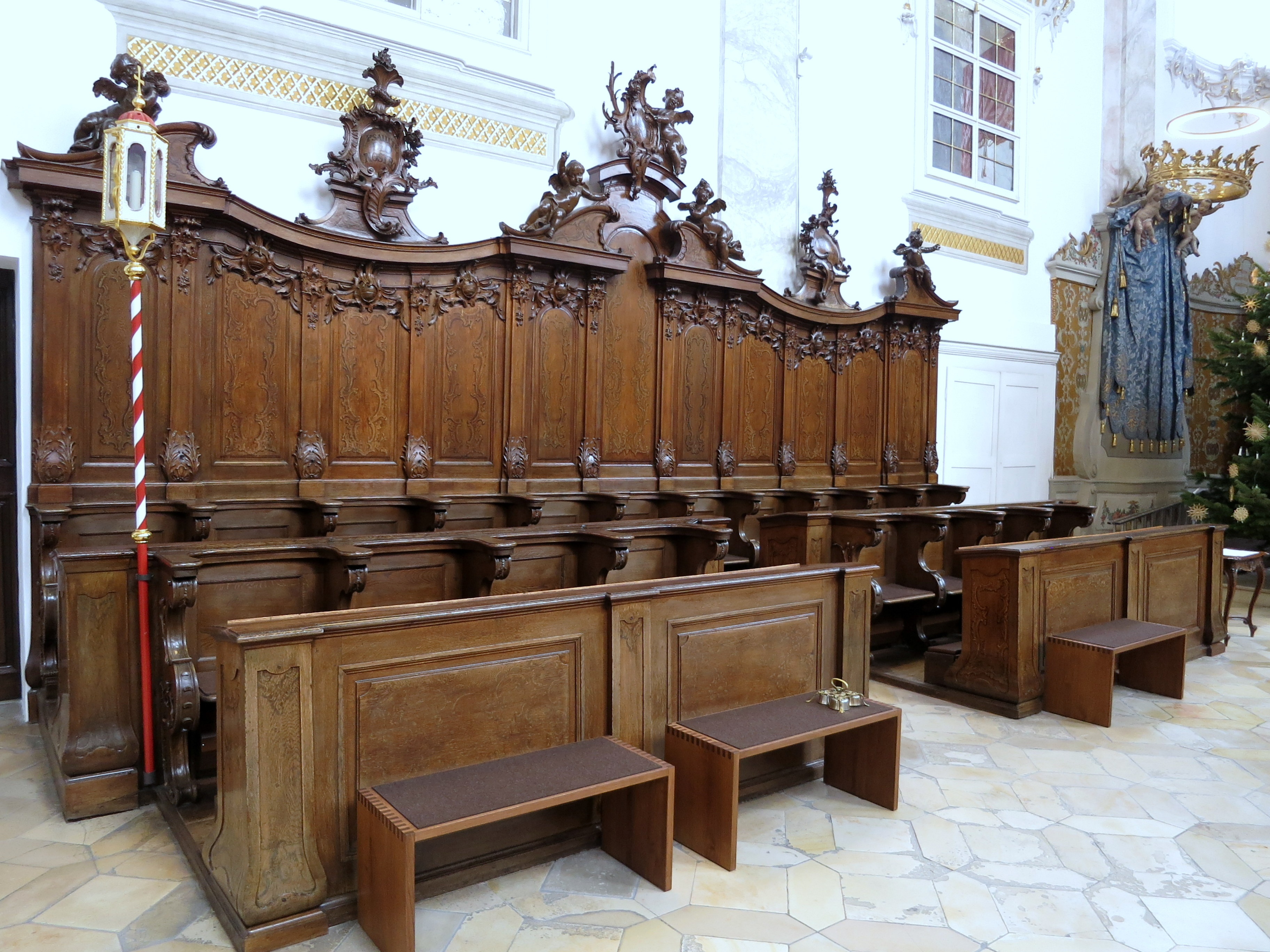
Chorgestühl links
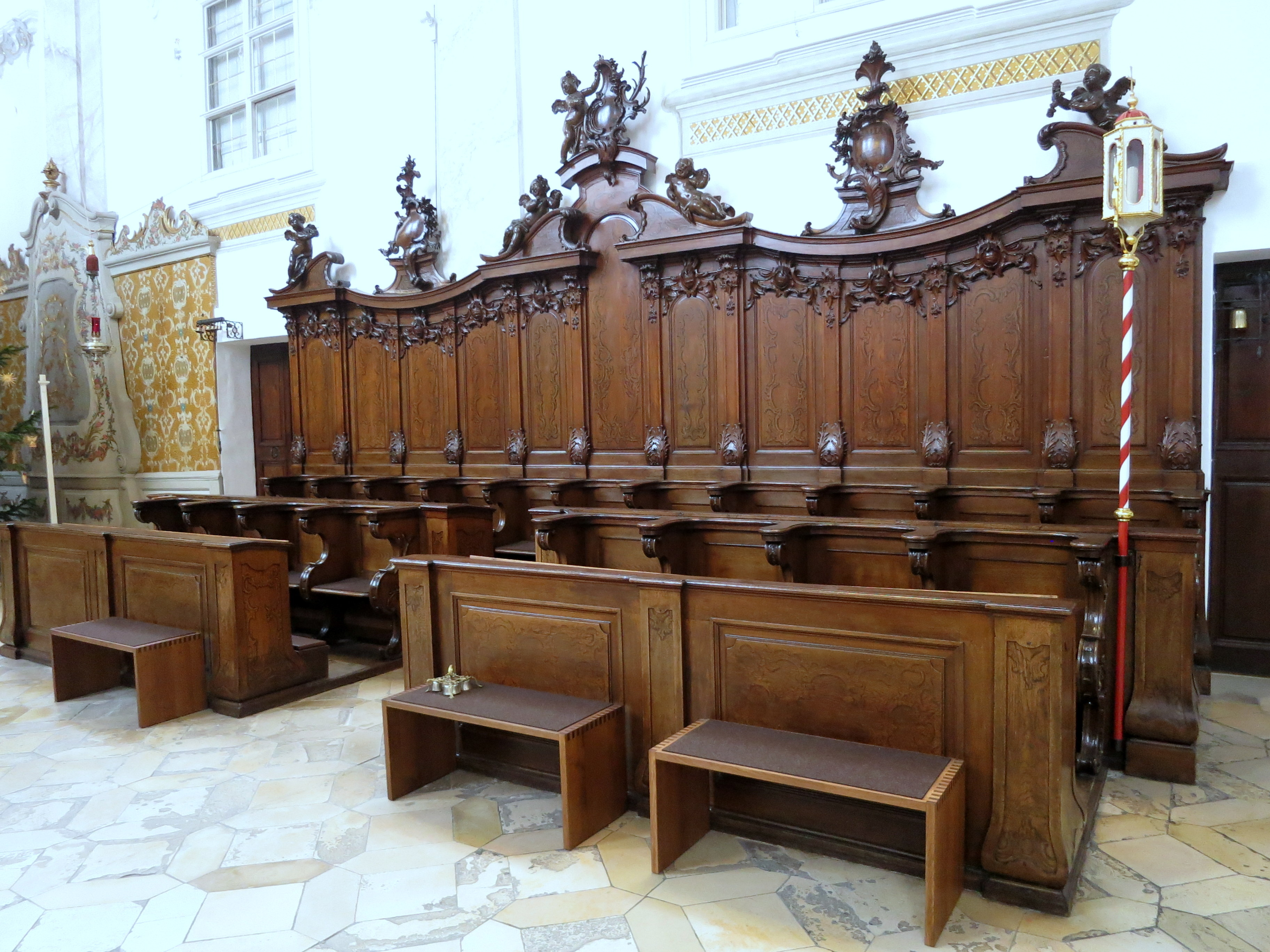
Chorgestühl rechts
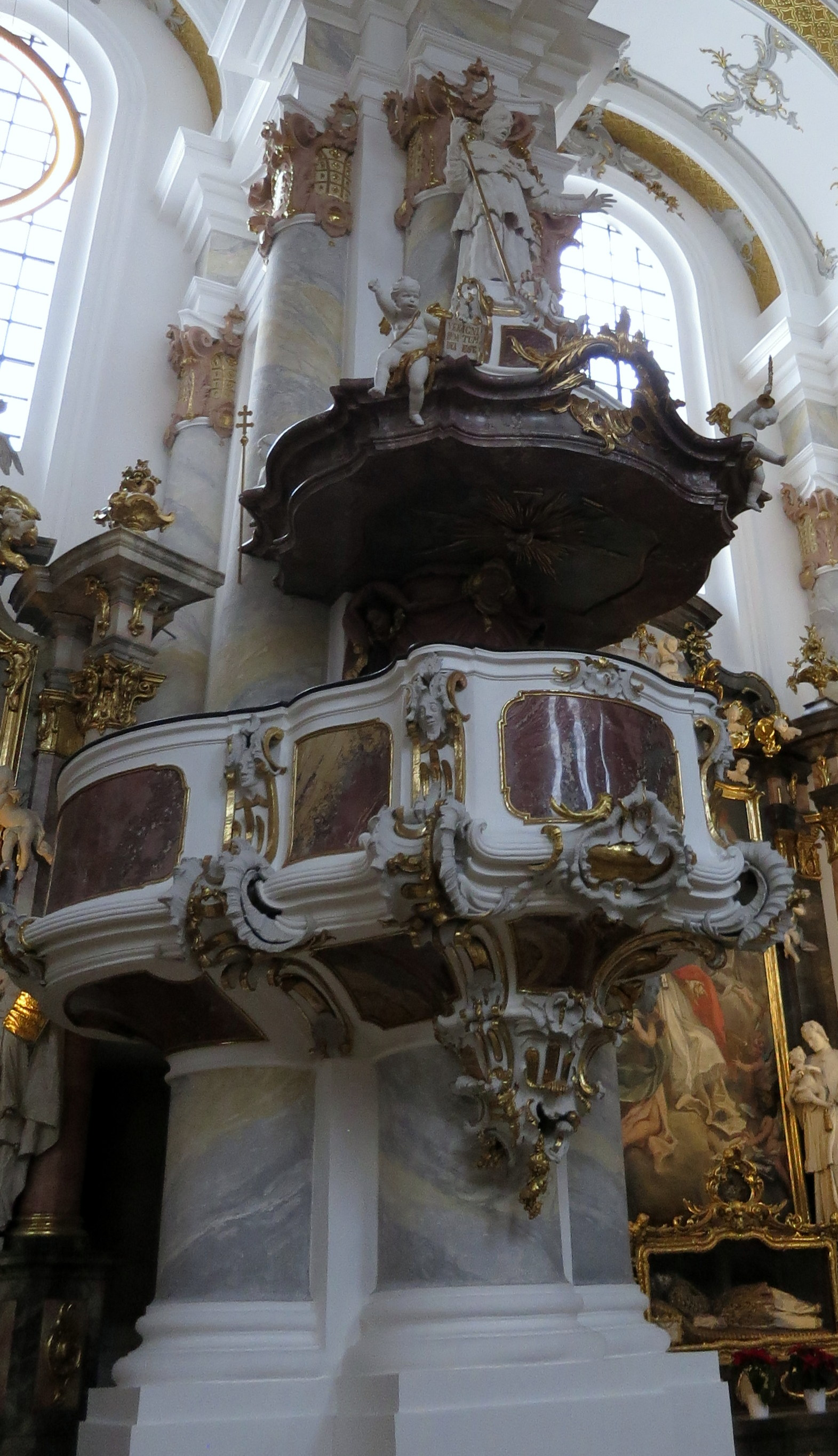
Kanzel
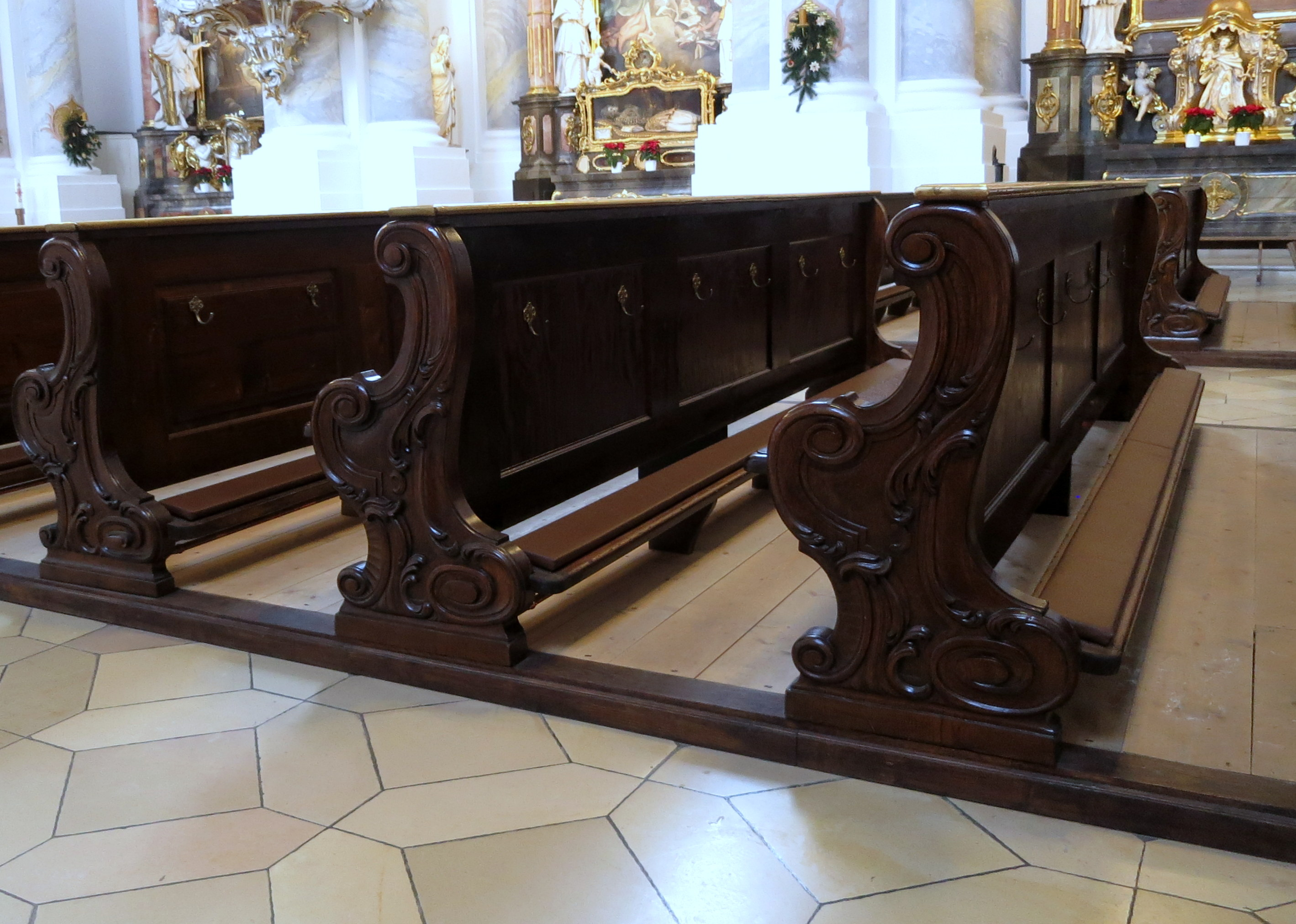
Kirchenbänke im Langhaus

## Glocken
Im Kirchturm von St. Peter und Paul hängt ein fünfstimmiges Glockengeläut, dessen Glocken alle, aber zu verschiedenen Zeiten in der Erdinger Glockengießerei gegossen wurden. Wegen Rohstoffmangel (Zinn) wurden in dieser Gießerei unmittelbar nach dem Zweiten Weltkrieg, in diesem Fall 1948 (Glocken 2 und 4) so genannte Euphonglocken gegossen. Die anderen Glocken sind aus Bronze.

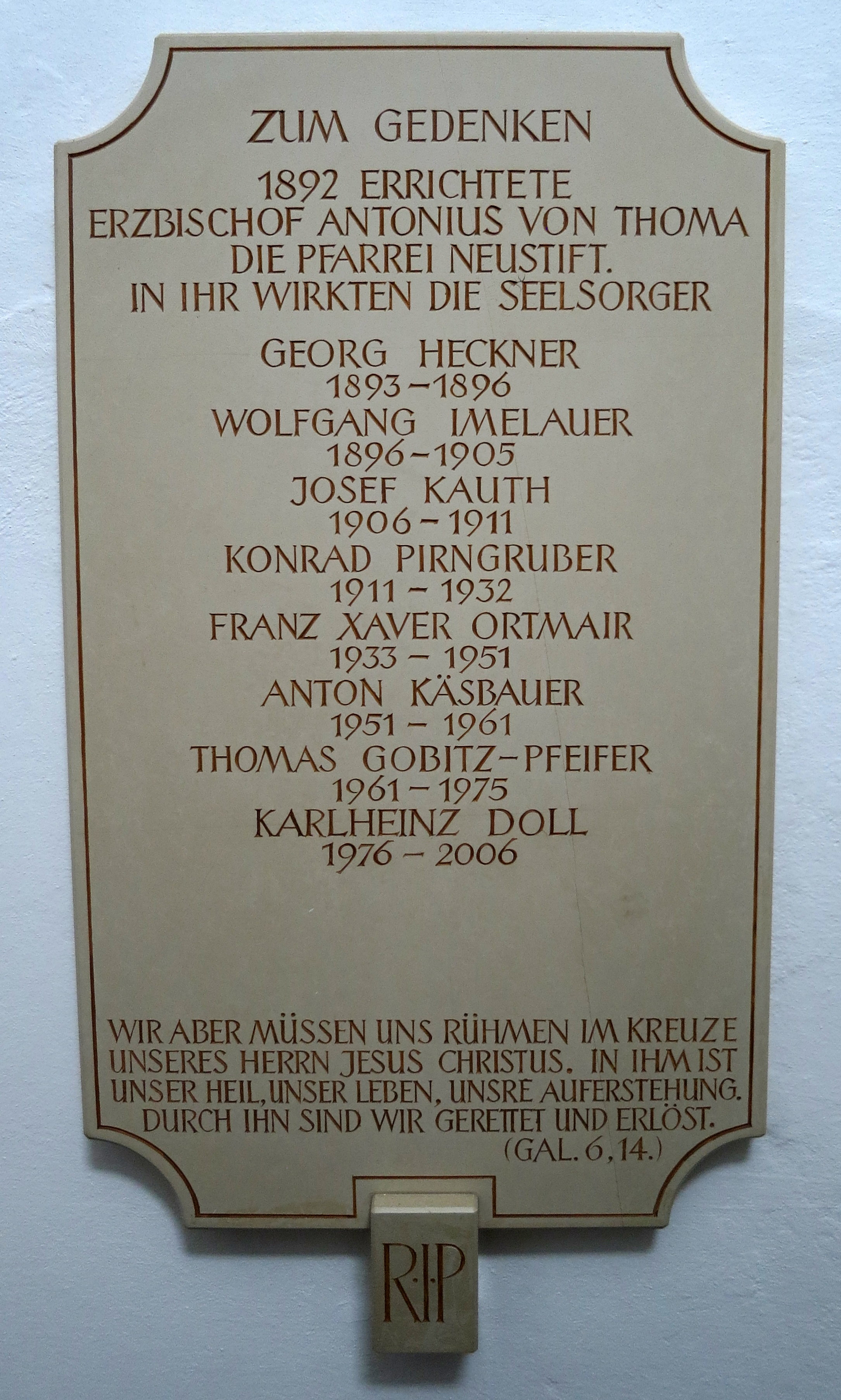
Die Pfarrer von Neustift seit 1803

Übersicht
| Glocke | Name    | Gussjahr | Durchmesser | Gewicht | Schlagton |
| ------ | ------- | -------- | ----------- | ------- | --------- |
| 1      | Petrus  | 1962     | 1490 mm     | 1870 kg | c'-1      |
| 2      | Norbert | 1948     | 1270 mm     | 1010 kg | es'±0     |
| 3      | Maria   | 1962     | 1124 mm     | 807 kg  | f'±0      |
| 4      |         | 1948     | 1030 mm     | 565 kg  | g'+1      |
| 5      |         | 1924     | 870 mm      | 300 kg  | b'±0      |

## Pfarrkirche
Am 23. April 1803 erfolgte die Säkularisation von Neustift. Die Klosterkirche wurde Staatseigentum. Noch im gleichen Jahr wurde sie Filiale der Freisinger Stadtpfarrei St. Georg und zugleich Garnisonskirche. 1858 wurde St. Peter und Paul in den Rang einer Expositur und erst 1892 zur eigenständigen Pfarrei erhoben.

## Klostergebäude

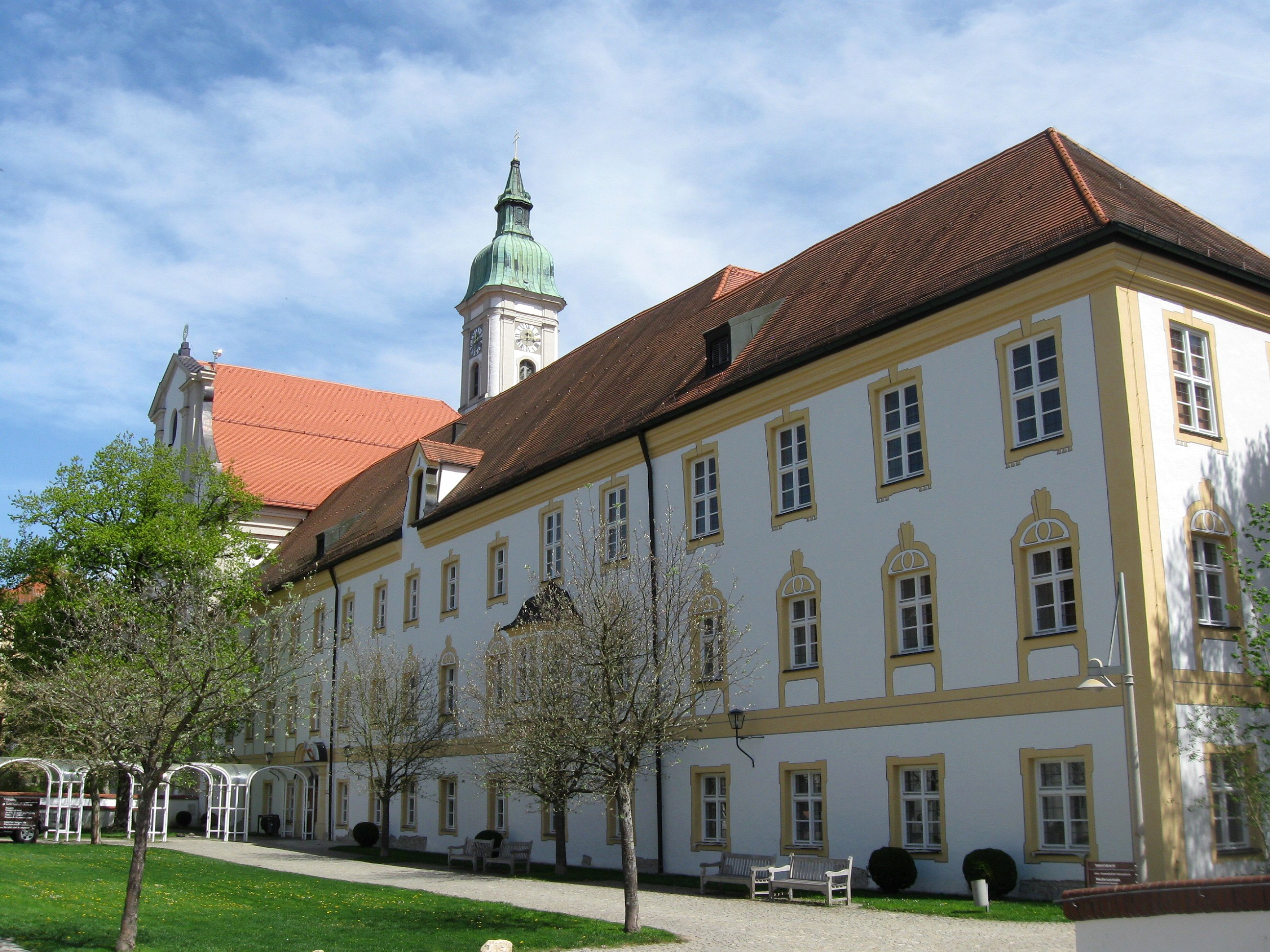
Landratsamt Freising – im ehemaligen Kloster, angrenzend St. Peter und Paul

Die Klosteranlage, von der ein Prälat gesagt haben soll, sie sei eine „prächtige Kaserne“, wurde sofort durch bayerisches Militär übernommen. Die Prämonstratenser erhielten nahezu allesamt Stellen als Seelsorger. Bis zum Jahr 1905 wurde Neustift ohne größere bauliche Veränderungen als Kaserne genutzt. Ihre wirtschaftliche Bedeutung war so groß, dass das Dorf als Ausgleich für die Verlegung der Garnison in die Stadt Freising eingemeindet wurde. Dabei blieb die Pfarrei Neustift bestehen.
Nach der Nutzung als Kaserne wurden die Gebäude als Tuchfabrik genutzt. 1979 kaufte der Landkreis Freising das Areal. Nach einer grundlegenden Renovierung dient das ehemalige Kloster seit 1987 als Landratsamt.